# Arte viking

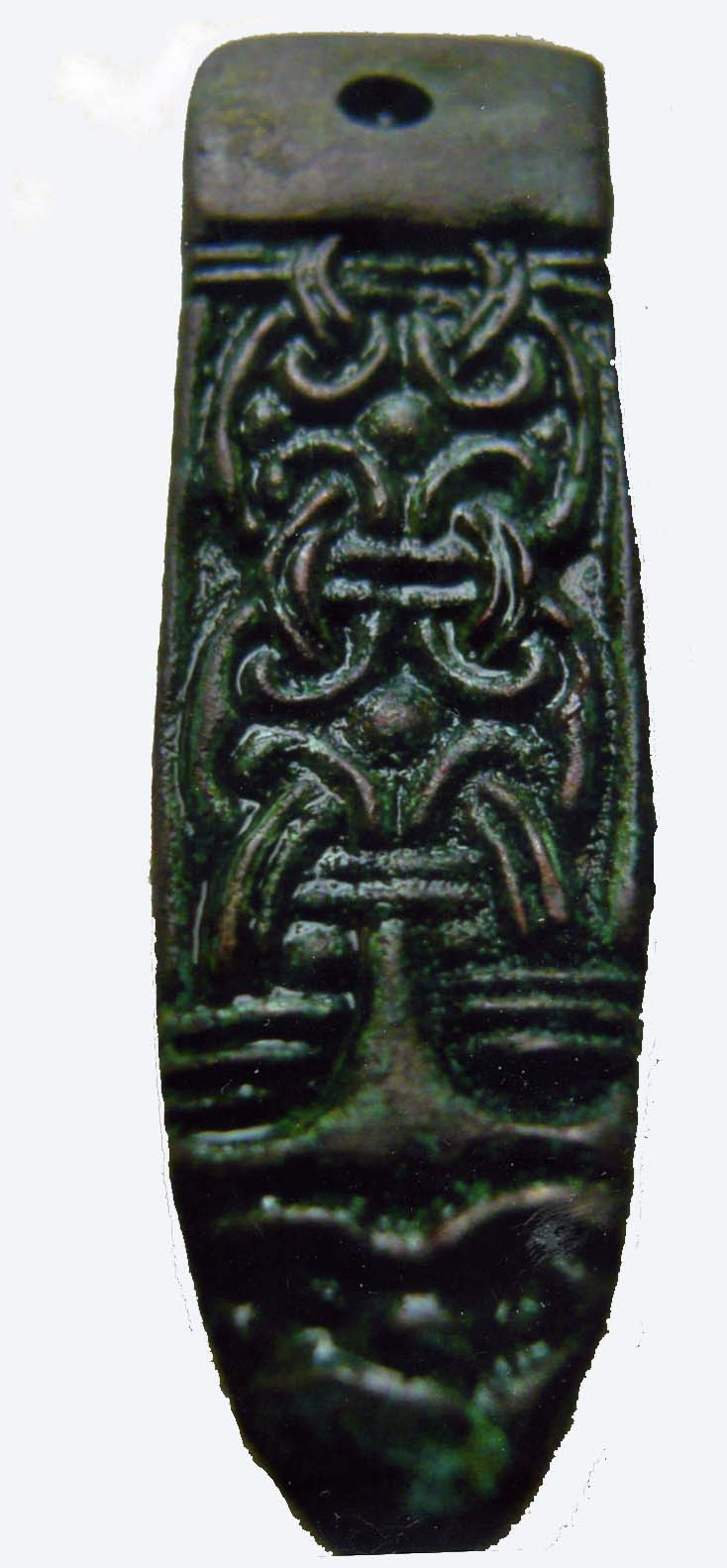
Extremidade da alça, 880-950

A arte viking, ou arte viquingue, também conhecida como arte nórdica, é um termo amplamente aceito para a arte dos nórdicos, escandinavos e assentamentos vikings mais distantes — particularmente nas Ilhas Britânicas e na Islândia — durante a Era Viking dos séculos VIII a XI. A arte viking tem muitos elementos de design em comum com a arte celta, germânica, românica e da Europa Oriental, compartilhando muitas influências com cada uma dessas tradições.
De um modo geral, o conhecimento atual da arte viking depende fortemente de objetos mais duráveis de metal e pedra; madeira, osso, marfim e têxteis são mais raramente preservados. O registro artístico, portanto, como sobreviveu até os dias atuais, permanece significativamente incompleto. Escavações arqueológicas em andamento e achados oportunistas, é claro, podem melhorar essa situação no futuro, como de fato fizeram no passado recente.
A arte viking é geralmente dividida em uma sequência de estilos aproximadamente cronológicos, embora fora da própria Escandinávia as influências locais sejam frequentemente fortes e o desenvolvimento de estilos possa ser menos claro.

## Contexto histórico

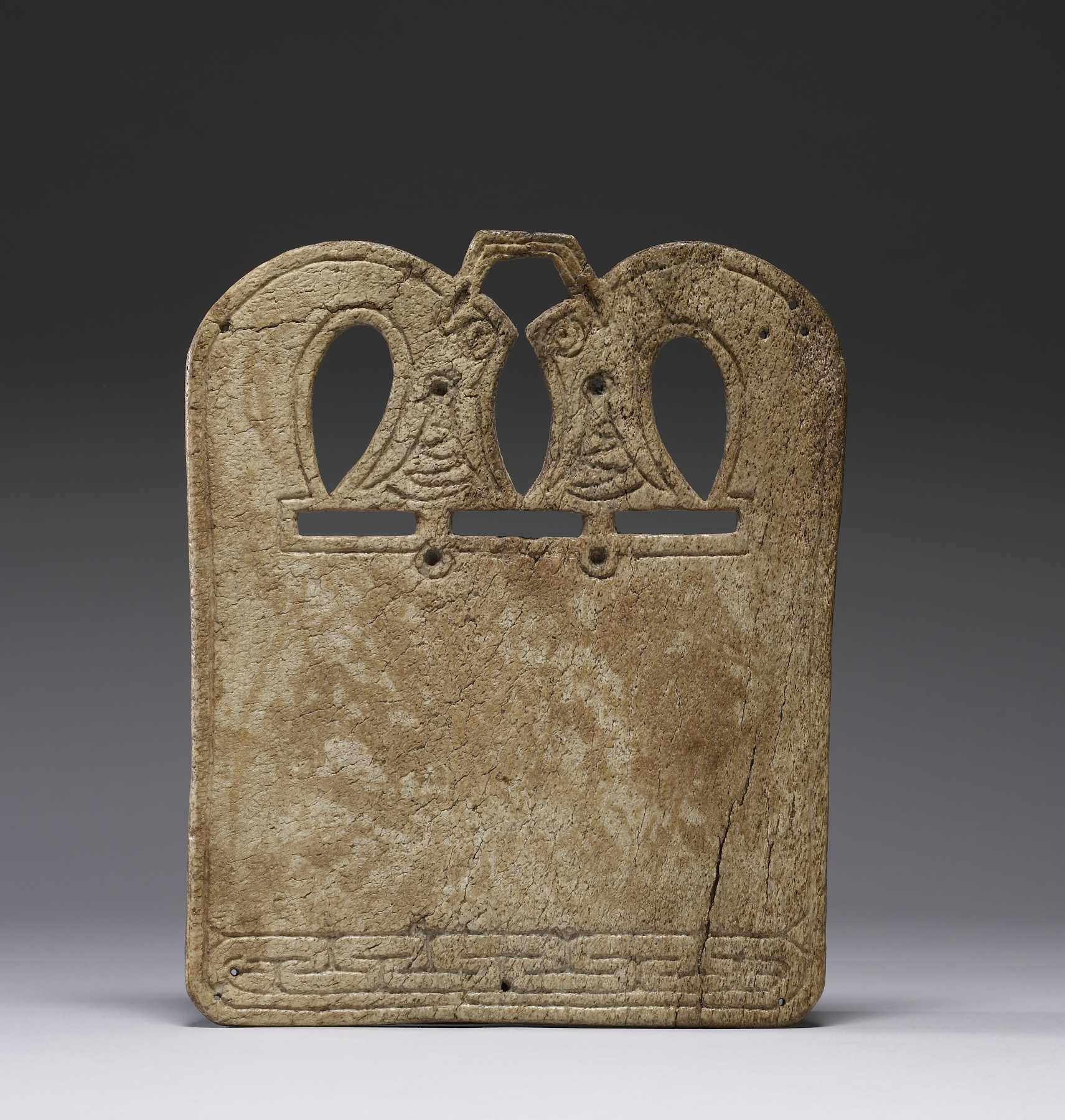
Placa decorada em osso de baleia, século VIII a final do século IX, 22×18,3×0,8 cm

As origens regionais dos vikings estão na Escandinávia, a península mais setentrional da Europa continental, enquanto o termo viking provavelmente deriva de seu próprio termo para invasão costeira — a atividade pela qual muitas culturas vizinhas se familiarizaram com os habitantes da região.

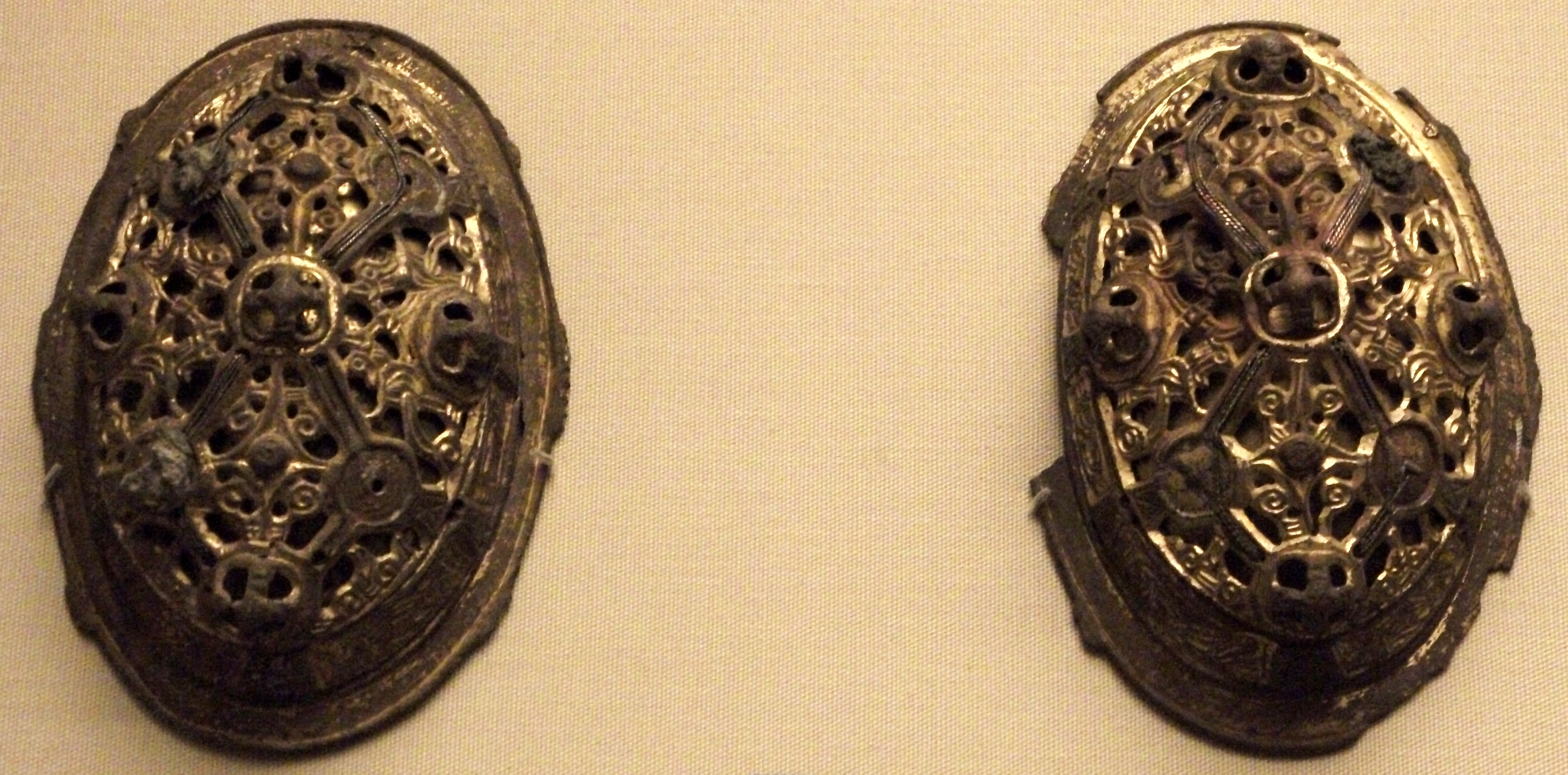
Par de broches de tartaruga, usados por mulheres vikings casadas

Os invasores vikings atacaram alvos ricos nas costas noroeste da Europa do final do século VIII até meados do século XI. Comerciantes pré-cristãos e invasores do mar, os vikings entram pela primeira vez na história registrada com seu ataque à comunidade monástica cristã na ilha de Lindisfarne em 793.
Os vikings inicialmente empregaram seus dracares para invadir e atacar as costas europeias, portos e assentamentos fluviais sazonalmente. Posteriormente, as atividades vikings se diversificaram para incluir viagens comerciais para o leste, oeste e sul de suas terras natais escandinavas, com viagens repetidas e regulares seguindo os sistemas fluviais do leste para a Rússia e as regiões do Mar Negro e Cáspio, e para o oeste até o litoral das Ilhas Britânicas, Islândia e Groenlândia. Existem evidências de que os vikings chegaram à Terra Nova bem antes das últimas viagens de Cristóvão Colombo ao Novo Mundo.
As atividades comerciais e mercantis foram acompanhadas de assentamento e colonização em muitos desses territórios.

## Materiais

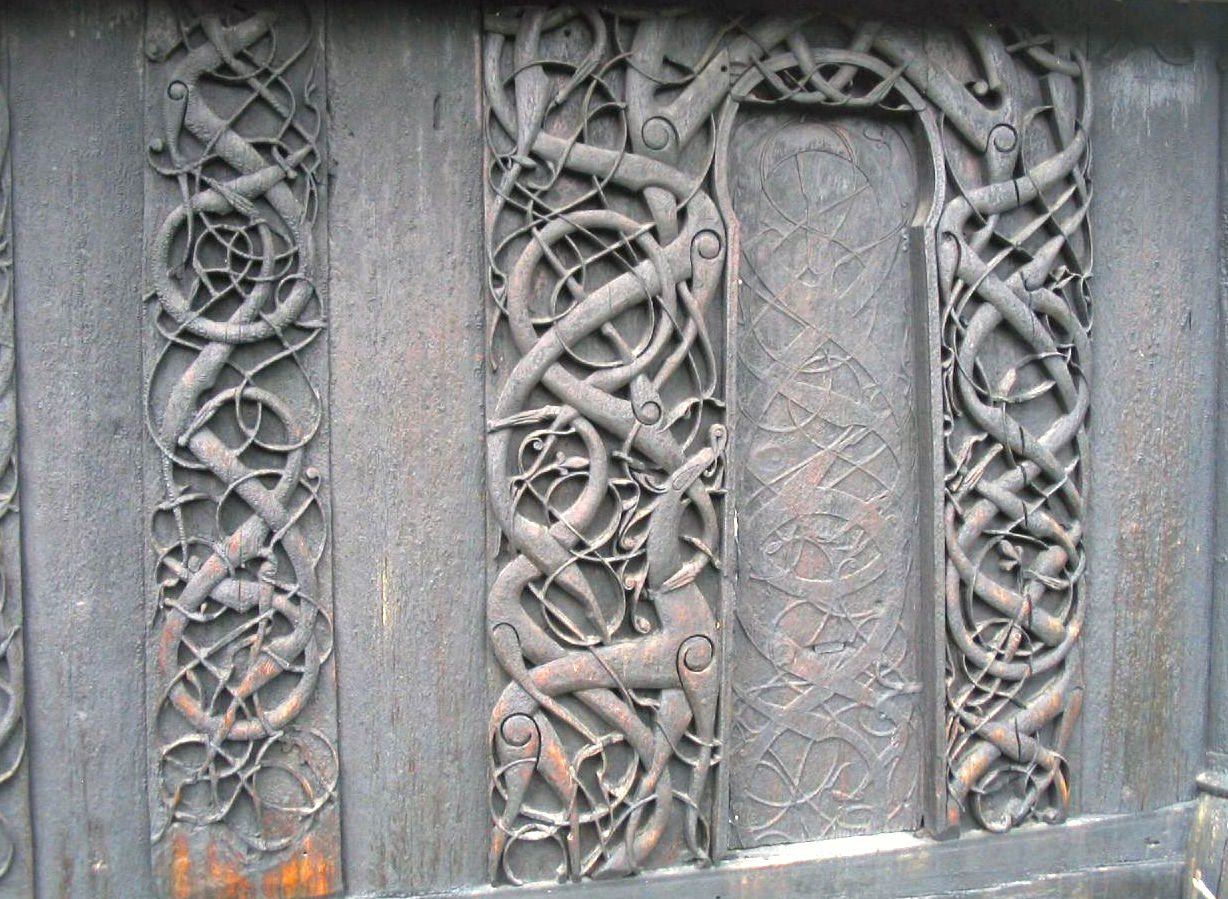
Escultura em madeira na Igreja de madeira de Urnes na Noruega - uma rara sobrevivência.

### Madeira e materiais orgânicos
A madeira foi, sem dúvida, o principal material de escolha dos artistas vikings, sendo relativamente fácil de esculpir, barata e abundante no norte da Europa. A importância da madeira como um meio artístico é enfatizada pelas sobrevivências casuais da arte da madeira no início e no final do período viking, ou seja, as esculturas funerárias de navios de Oseberga do início do século IX e a decoração esculpida da Igreja de madeira de Urnes de o século XII. Conforme resumido por James Graham-Campbell: "Essas notáveis sobrevivências nos permitem formar pelo menos uma impressão do que estamos perdendo do corpus original da arte viking, embora fragmentos de madeira e esculturas em pequena escala em outros materiais (como chifre, âmbar, e marfim de morsa) fornecem mais dicas. O mesmo é inevitavelmente verdadeiro para as artes têxteis, embora a tecelagem e o bordado fossem ofícios claramente bem desenvolvidos".

### Pedra
Com exceção das pedras de Gotlândia predominantes na Suécia no início do período viking, a escultura em pedra aparentemente não era praticada em outros lugares da Escandinávia até meados do século X e a criação dos monumentos reais em Jelling, na Dinamarca. Posteriormente, e provavelmente influenciado pela propagação do cristianismo, o uso de pedra esculpida para memoriais permanentes tornou-se mais prevalente.

### Metal

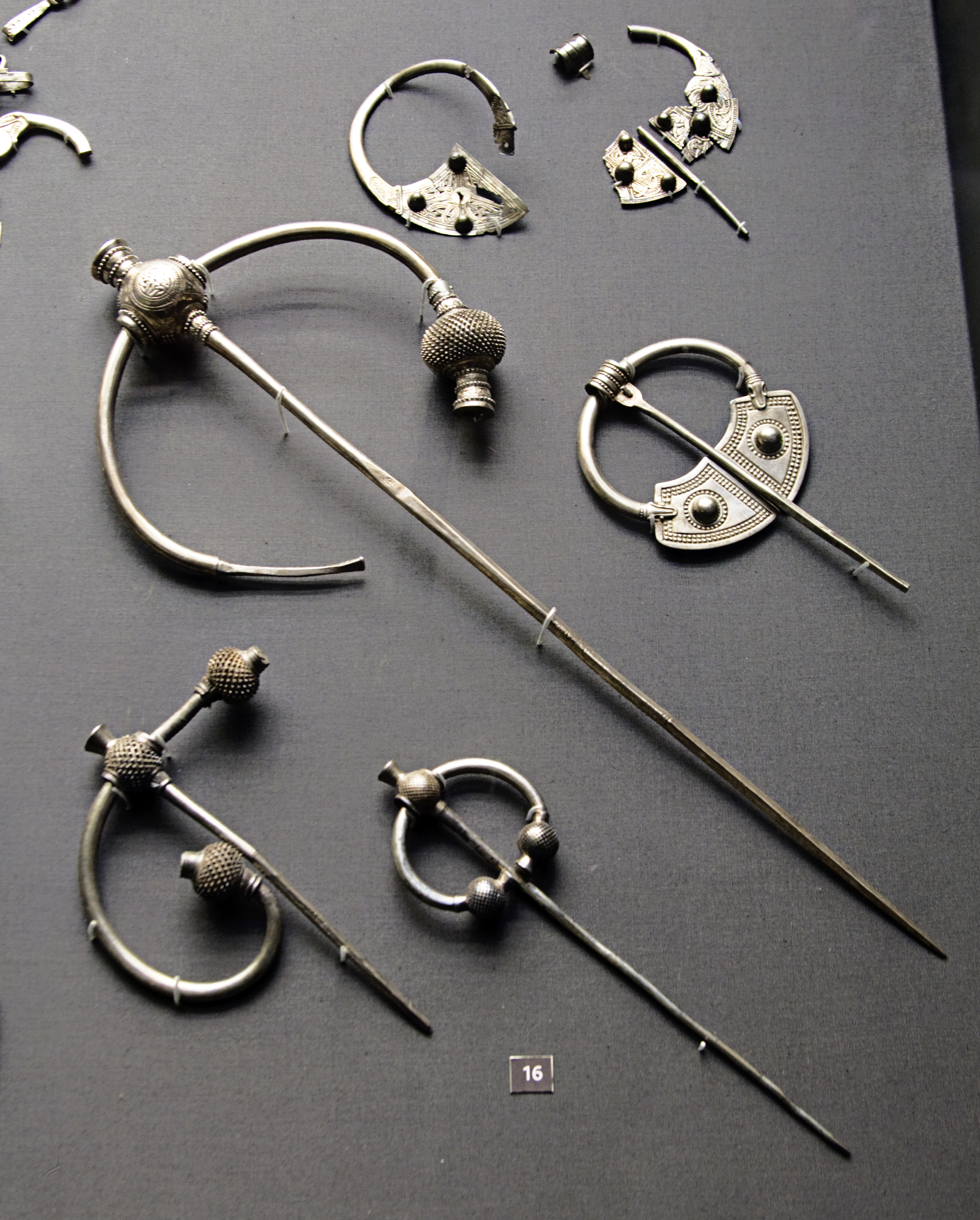
Broches penanulares de prata do tesouro de Penrith do norte da Inglaterra, início do século X

Além dos registros descontínuos de artefatos de madeira e pedra, a história reconstruída da arte viking até hoje depende principalmente do estudo da decoração de metalurgia ornamental de uma grande variedade de fontes. Vários tipos de contexto arqueológico conseguiram preservar objetos de metal para o presente estudo, enquanto a durabilidade dos metais preciosos, em particular, preservou muita expressão e esforço artístico.

As joias eram usadas por homens e mulheres, embora de tipos diferentes. As mulheres casadas prendiam seus xales perto do ombro com pares de grandes broches combinando. Os estudiosos modernos costumam chamá-los de broches de tartaruga por causa de sua forma abobadada. As formas e estilos de broches emparelhados femininos variavam regionalmente, mas muitos usavam orifícios. As mulheres costumavam amarrar correntes de metal ou cordões de miçangas entre os broches ou ornamentos suspensos na parte inferior. Os homens usavam anéis nos dedos, braços e pescoço, e mantinham suas capas fechadas com broches penanulares, muitas vezes com alfinetes extravagantemente longos. Suas armas eram frequentemente ricamente decoradas em áreas como os punhos das espadas. Os vikings usavam principalmente joias de prata ou bronze, estas últimas às vezes douradas, mas um pequeno número de peças grandes e luxuosas ou conjuntos em ouro maciço foram encontrados, provavelmente pertencentes à realeza ou a figuras importantes.

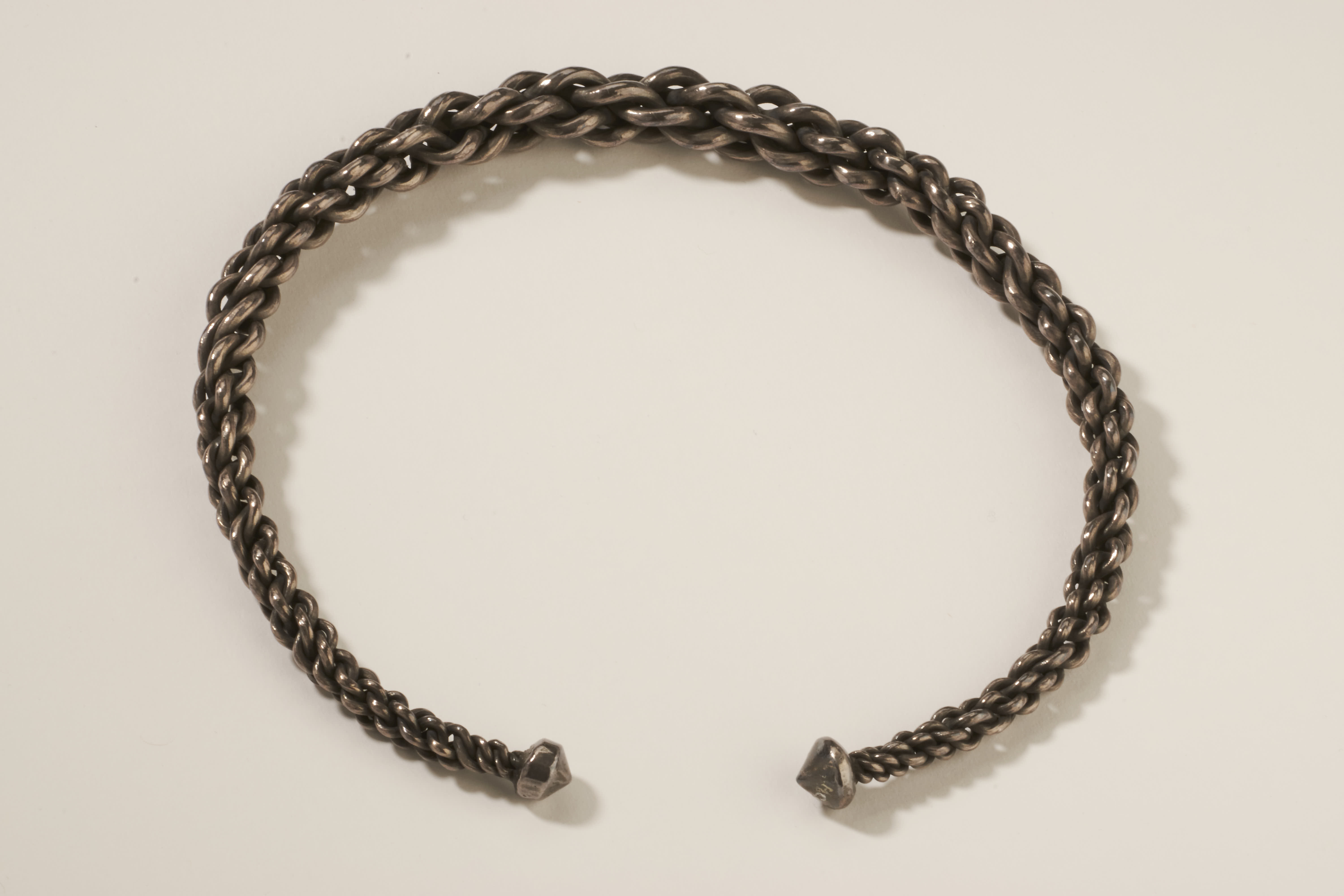
Anel de pescoço Viking - duas cordas de prata torcidas. No Hunt Museum

Metalurgia decorada de natureza cotidiana é frequentemente recuperada de sepulturas do período viking, devido à prática generalizada de fazer enterros acompanhados de bens funerários. O falecido estava vestido com suas melhores roupas e joias e era enterrado com armas, ferramentas e utensílios domésticos. Menos comuns, mas significativos, no entanto, são os achados de objetos de metal precioso na forma de tesouros, muitos aparentemente escondidos para serem guardados pelos proprietários que posteriormente não conseguiram recuperar seu conteúdo, embora alguns possam ter sido depositados como oferendas aos deuses.
Recentemente, dada a crescente popularidade e legalidade da detecção de metais, uma frequência cada vez maior de achados únicos e aleatórios de objetos e ornamentos de metal (provavelmente representando perdas acidentais) está criando um corpus de rápido crescimento de novos materiais para estudo.
As moedas Viking se encaixam bem nesta última categoria, mas, no entanto, formam uma categoria separada de artefato do período Viking. Seu design e decoração são em grande parte independentes dos estilos de desenvolvimento característicos do empreendimento artístico Viking mais amplo.

### Outras fontes
Uma fonte não visual de informação para a arte viking reside no verso escaldo, a forma complexa de poesia oral composta durante a Era Viking e transmitida até ser escrita séculos depois. Vários versos falam de formas pintadas de decoração que raramente sobreviveram em madeira e pedra. O poeta escaldo do século IX Bragi Boddason, por exemplo, cita quatro cenas aparentemente não relacionadas pintadas em um escudo. Uma dessas cenas retratava a expedição de pesca do deus Thor, cujo tema também é referenciado em um poema do século X de Úlfr Uggason descrevendo as pinturas em um salão recém-construído na Islândia.

## Origens e antecedentes
Uma tradição artística contínua comum à maior parte do noroeste da Europa e que se desenvolveu a partir do século IV dC formou as bases sobre as quais a arte e a decoração da Era Viking foram construídas: desse período em diante, a produção de artistas escandinavos foi amplamente focada em ornamentações de variedades de animais complicados usada para decorar uma grande variedade de objetos.
O historiador de arte Bernhard Salin foi o primeiro a sistematizar o ornamento animal germânico, dividindo-o em três estilos (I, II e III). Os dois últimos foram subsequentemente subdivididos por Arwidsson em três estilos adicionais: Estilo C, florescente durante o século VII e no século VIII, antes de ser amplamente substituído (especialmente no sul da Escandinávia) pelo Estilo D. Os estilos C e D forneceram o inspiração para a expressão inicial do ornamento animal na Era Viking, Estilo E, comumente conhecido como Estilo Oseberg/Broa. Ambos os estilos D e E se desenvolveram dentro de um amplo contexto escandinavo que, embora de acordo com a ornamentação animal do noroeste da Europa em geral, exibiu pouca influência de fora da Escandinávia.

## Estudo
Embora as formulações preliminares tenham sido feitas no final do século XIX, a história da arte viking atingiu a maturidade no início do século XX com a publicação detalhada das esculturas de madeira ornamentadas descobertas em 1904 como parte do enterro do navio Oserberg pelo arqueólogo norueguês Haakon Shetelig.
É importante ressaltar que foi o arqueólogo inglês David M. Wilson — trabalhando com seu colega dinamarquês Ole Klindt-Jensen para produzir o trabalho de pesquisa Viking Art de 1966 — que criou bases para a caracterização sistemática do campo ainda hoje empregado, juntamente com um quadro cronológico desenvolvido .
David Wilson continuou a produzir principalmente estudos em língua inglesa sobre a arte viking nos anos subsequentes, acompanhado nas últimas décadas pela historiadora de arte norueguesa Signe Horn Fuglesang com sua própria série de publicações importantes. Juntos, esses estudiosos combinaram autoridade com acessibilidade para promover a crescente compreensão da arte viking como uma expressão cultural.

## Estilos

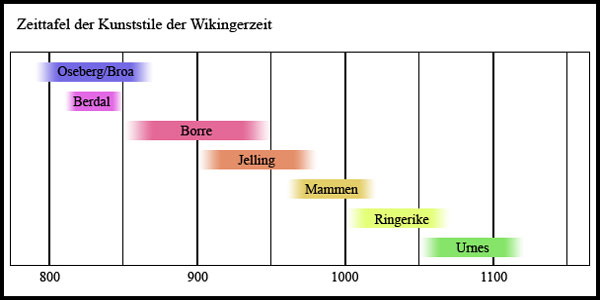
Linha do tempo para os estilos nórdicos.

A arte da Era Viking é organizada em uma sequência frouxa de fases estilísticas que, apesar da significativa sobreposição de estilo e cronologia, podem ser definidas e distinguidas tanto por elementos de design formal quanto por composições e motivos recorrentes:
- Estilo de Oseberga
- Estilo Borre
- Estilo Jellinge
- Estilo Mammen
- Estilo Ringerike
- Estilo Urnes

Sem surpresa, essas fases estilísticas aparecem em sua forma mais pura na própria Escandinávia; em outras partes do mundo viking, frequentemente aparecem misturas notáveis de culturas e influências externas. Nas Ilhas Britânicas, por exemplo, os historiadores da arte identificam versões distintas e insulares de motivos escandinavos, muitas vezes diretamente ao lado da decoração viking pura.

### Estilo de Oseberga

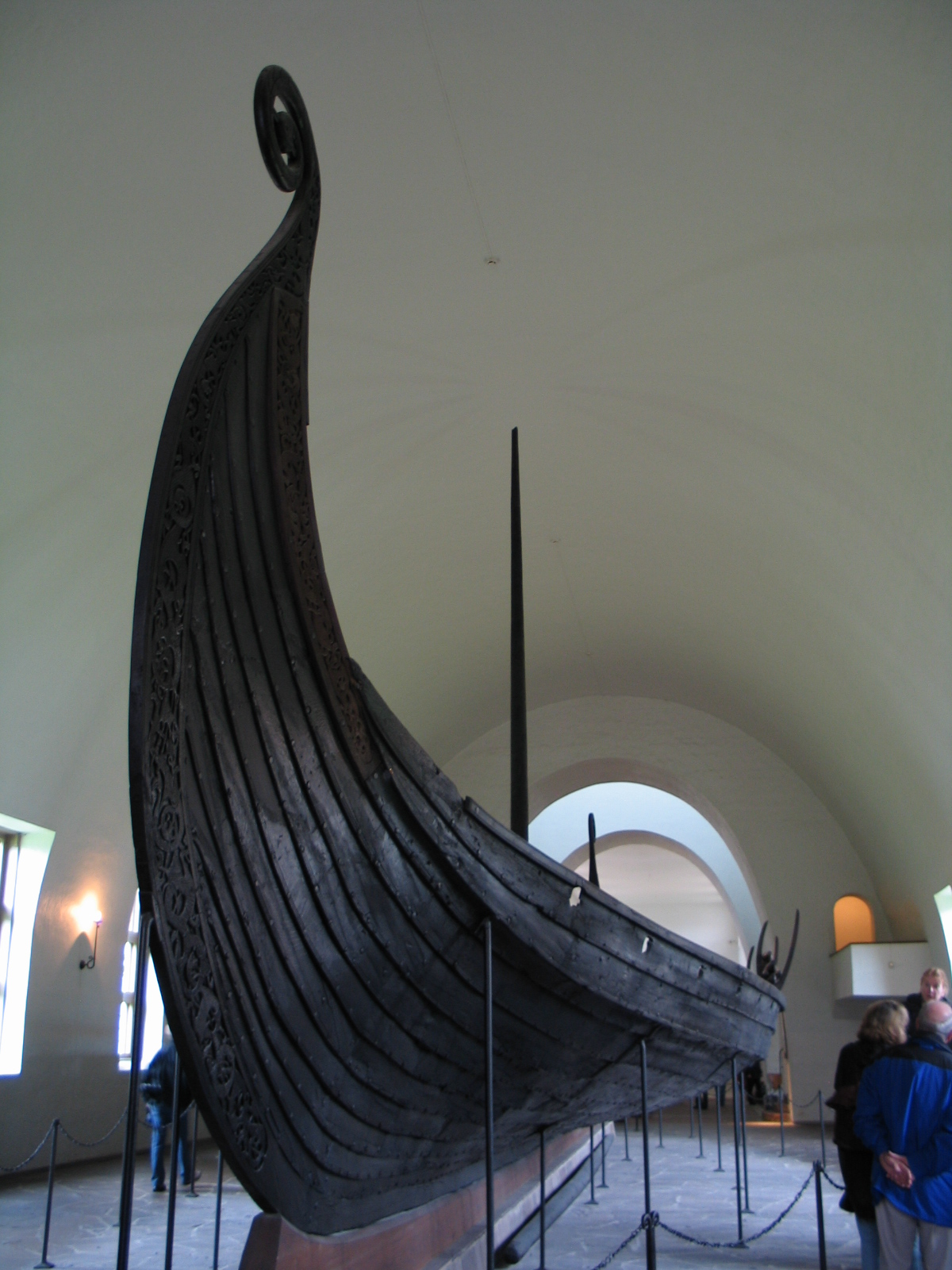
O barco de Oseberga no Museu dos barcos vikings, Oslo.

O estilo de Oseberga (ou estilo de Obesberg) caracteriza a fase inicial do que foi considerado arte viking. O estilo de Oseberga leva o nome do funerário barco de Oseberga, um dracar bem preservado e altamente decorado descoberto em um grande túmulo na fazenda Oseberg perto de Tønsberg em Vestfold, Noruega, que também continha vários outros objetos de madeira ricamente decorados.
Um motivo característico do estilo de Oseberga é a chamada fera agarradora. Este motivo é o que distingue claramente a arte viking inicial dos estilos que a precederam. As principais características da fera são as patas que agarram as bordas ao seu redor, feras vizinhas ou partes de seu próprio corpo.
Atualmente localizado no Museu dos barcos vikings, Bygdøy, e com mais de 21 metros de comprimento, o barco de Oseberga continha os restos mortais de duas mulheres e muitos objetos preciosos que provavelmente foram removidos por ladrões antes de serem encontrados. O próprio barco é decorado com um estilo mais tradicional de entrelaçamento de animais que não apresenta o motivo da fera agarradora. No entanto, cinco postes de cabeça de animal esculpidos em madeira foram encontrados no navio, e aquele conhecido como poste de cabeça de animal carolíngio é decorado com feras agarradoras, assim como outros bens funerários do navio. A cabeça carolíngia representa uma besta rosnando, possivelmente um lobo, com ornamentação de superfície na forma de animais entrelaçados que se torcem e giram enquanto agarram e mordem.
O estilo de Oseberga também é caracterizado por tradições da era de Vendel e hoje em dia nem sempre é aceito como um estilo independente.

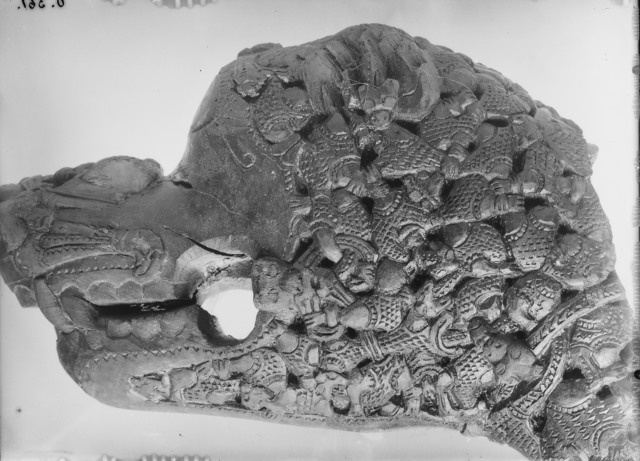
Detalhe do poste de cabeça de animal carolíngio do enterro do barco de Oseberga, mostrando o motivo da fera agarradora.
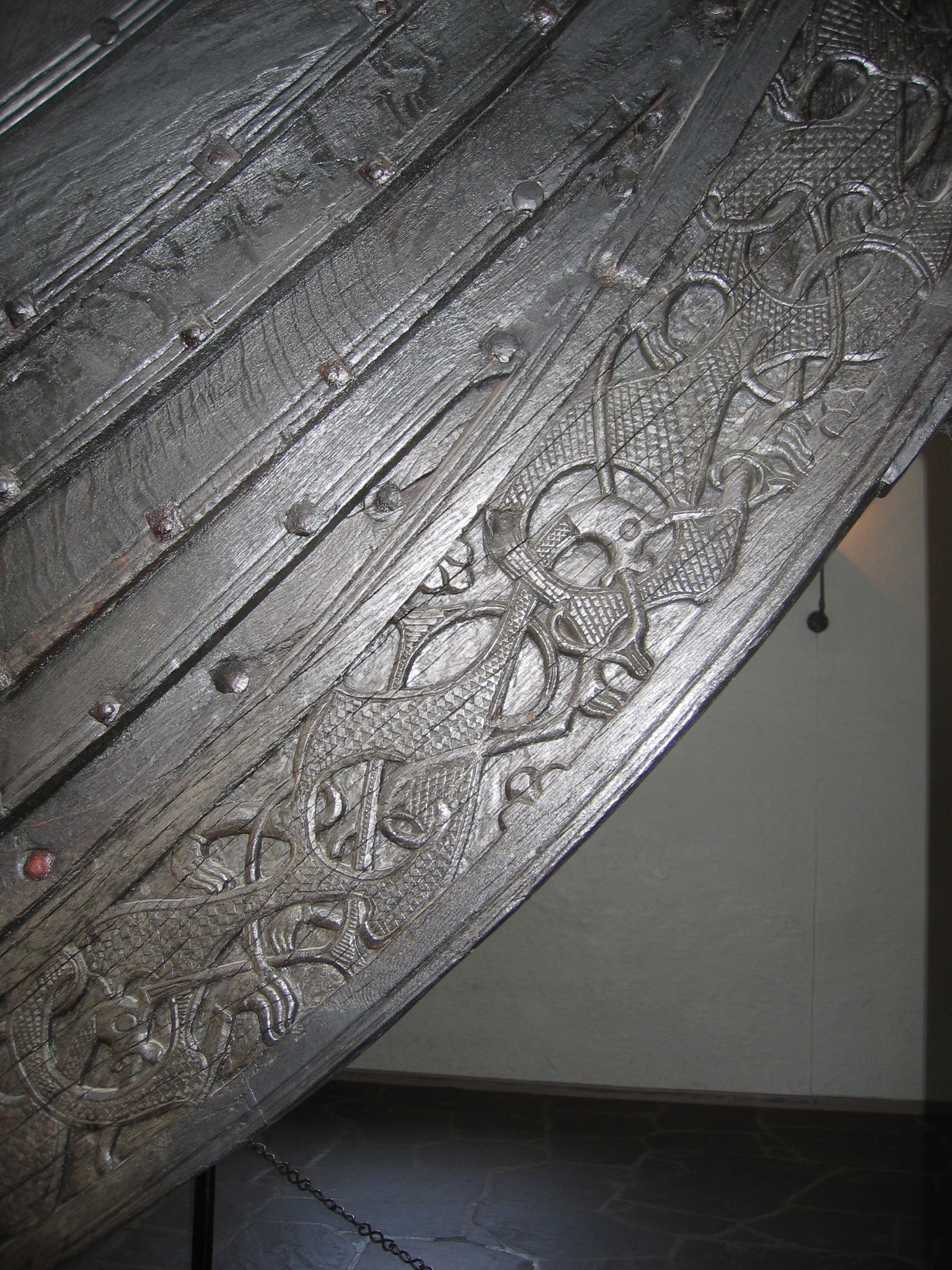
Detalhe do barco de Oseberga
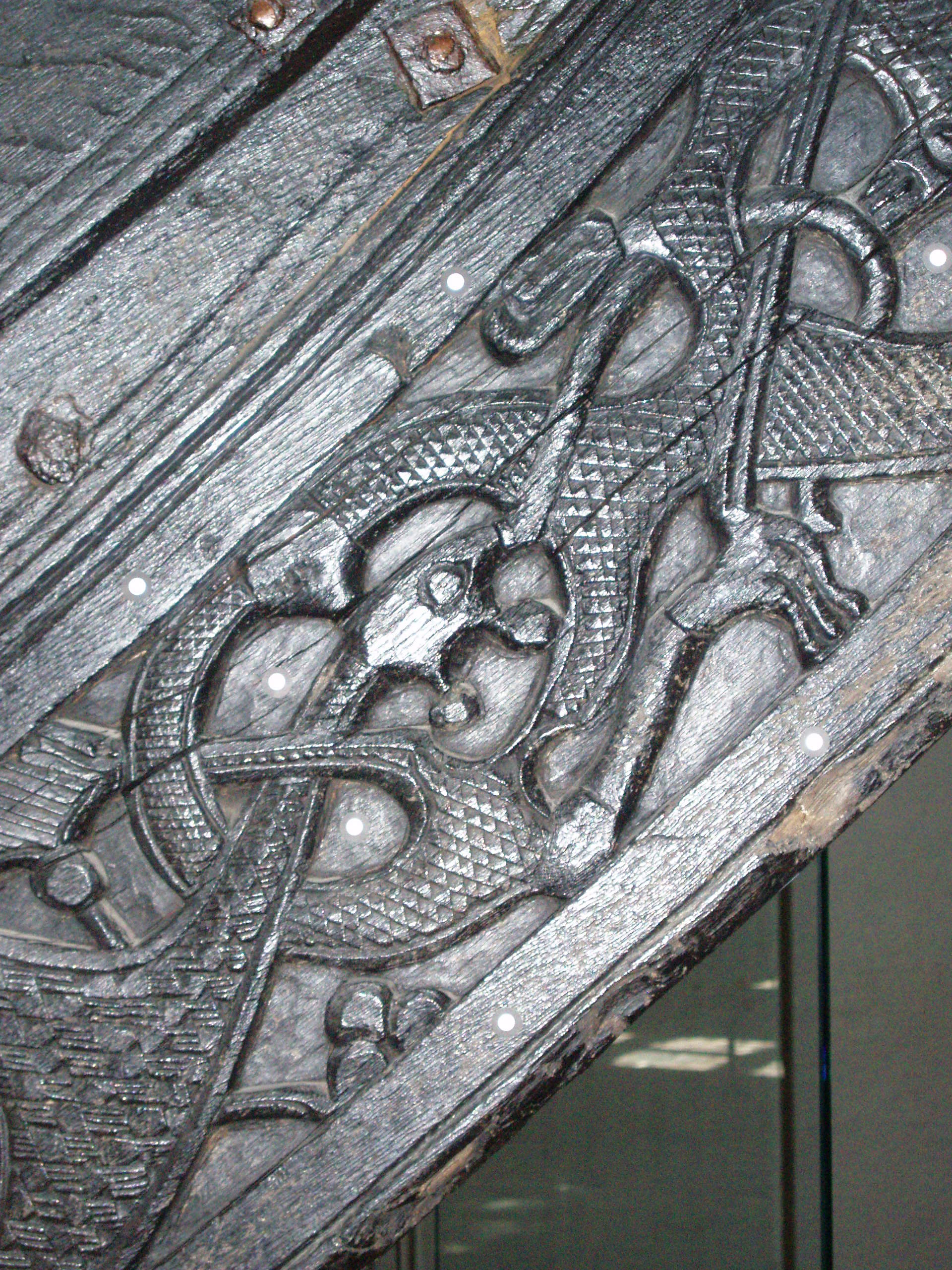
Detalhe do laço de Oseberga

#### Estilo Broa

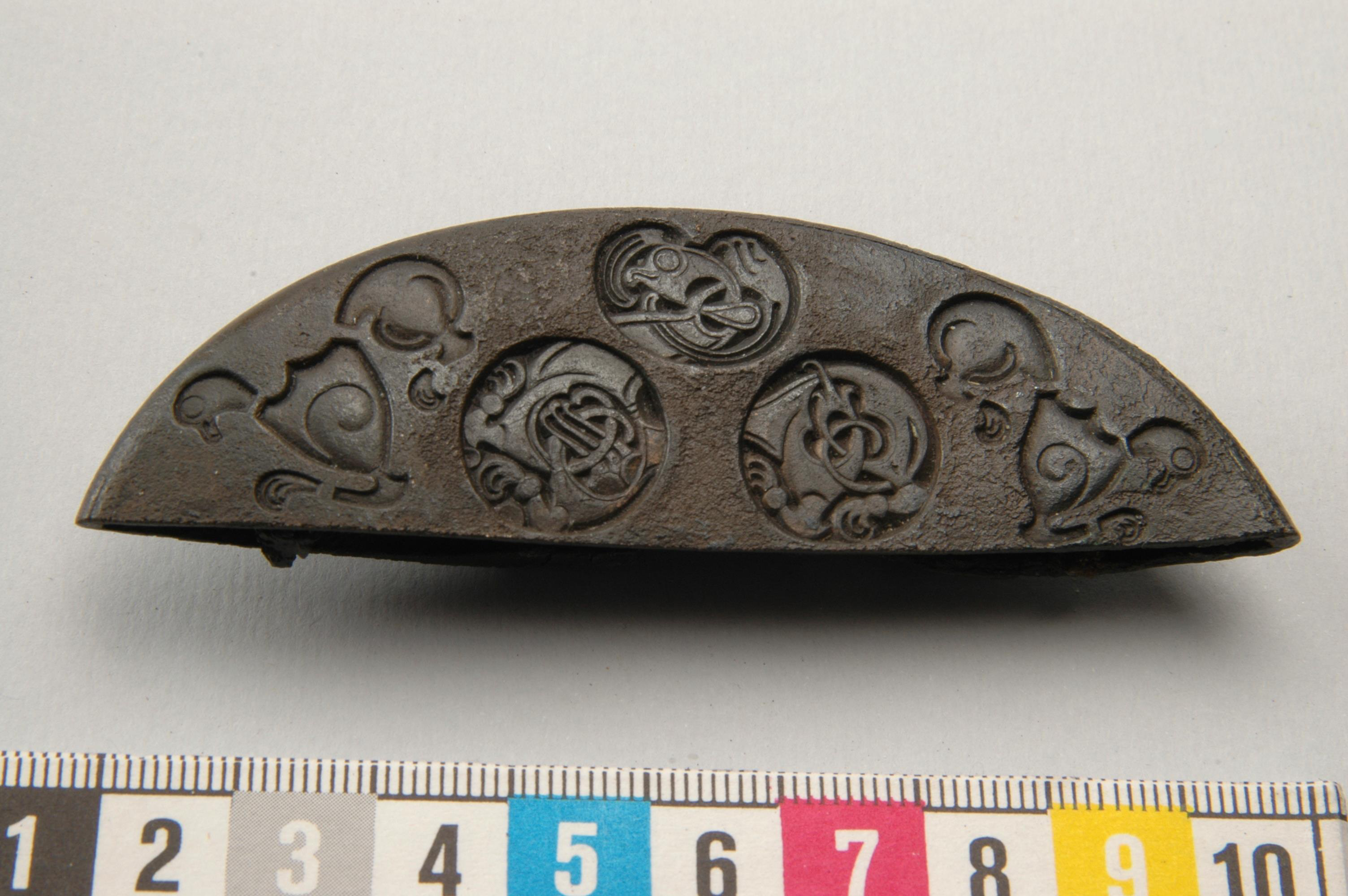
Fragmento de um pomo de espada decorado no estilo Broa, do túmulo 174, Gotlândia. Bronze. 550 – 800, Era Vendel.

O estilo Broa, em homenagem a um freio de cavalo encontrado em Broa, na paróquia de Halla, Gotlândia, às vezes é incluído no estilo de Oseberga e às vezes é considerado seu próprio.

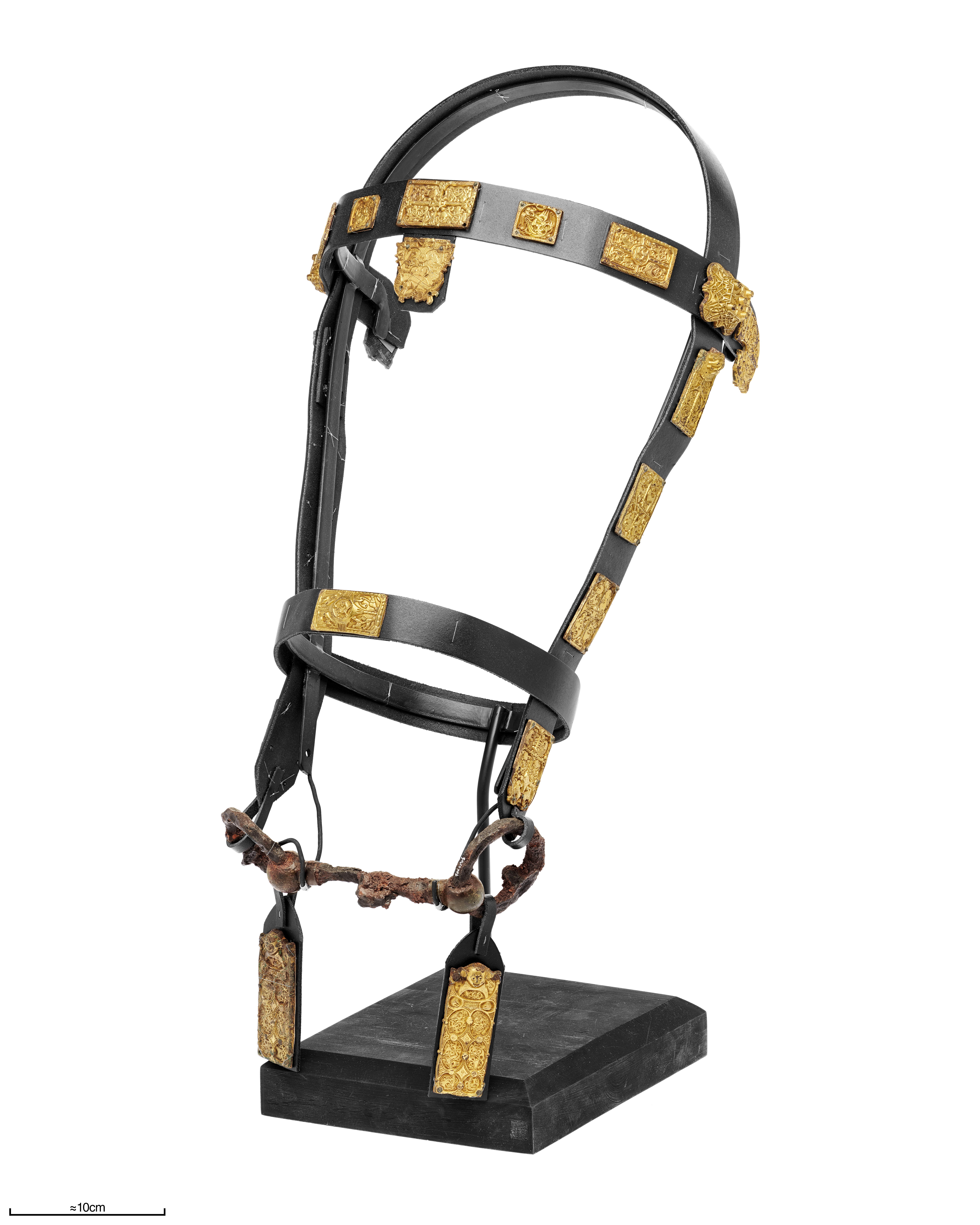
Fotografia do freio de Broa na exposição sueca do museu Historiska The Viking World.
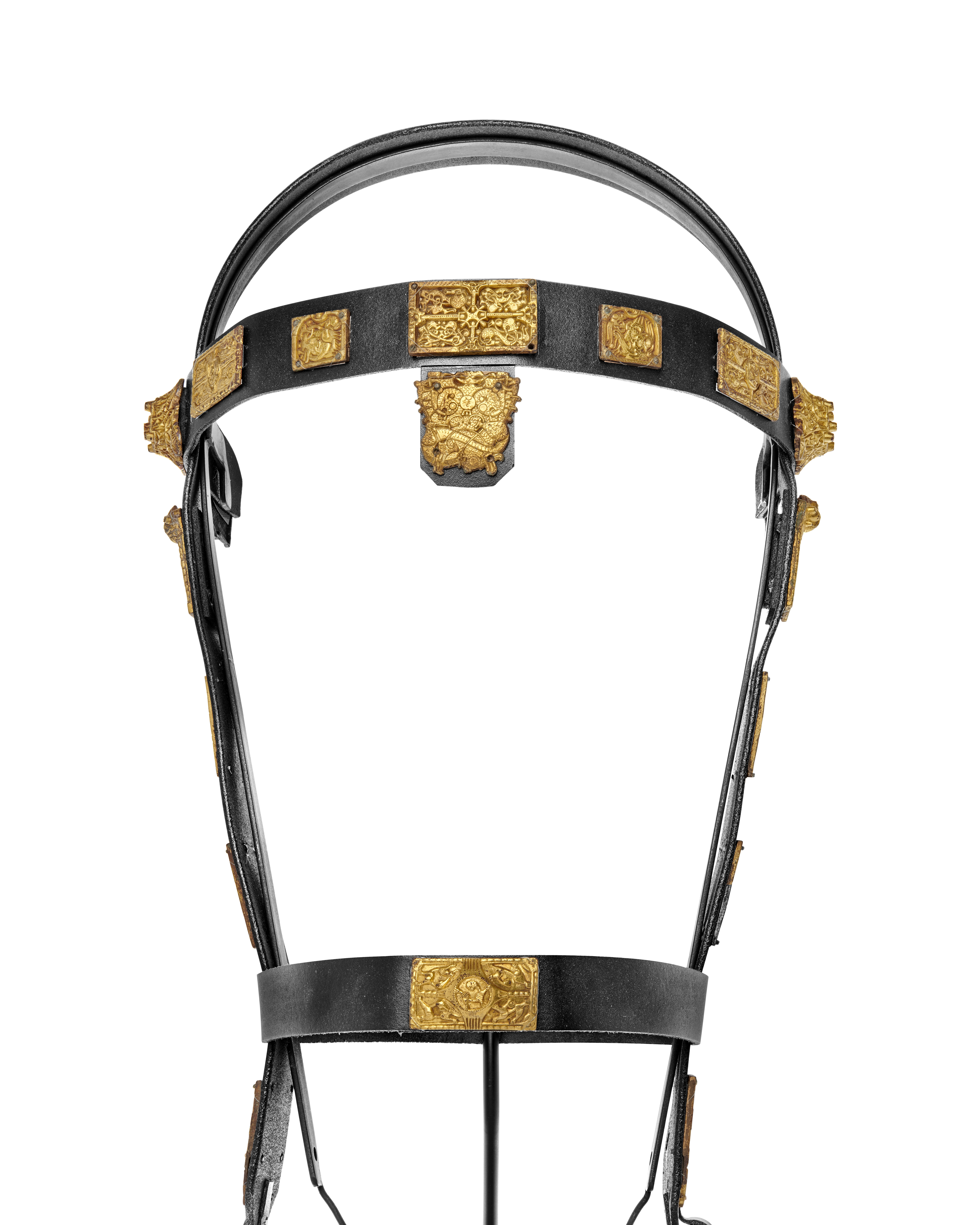
Frente do freio.
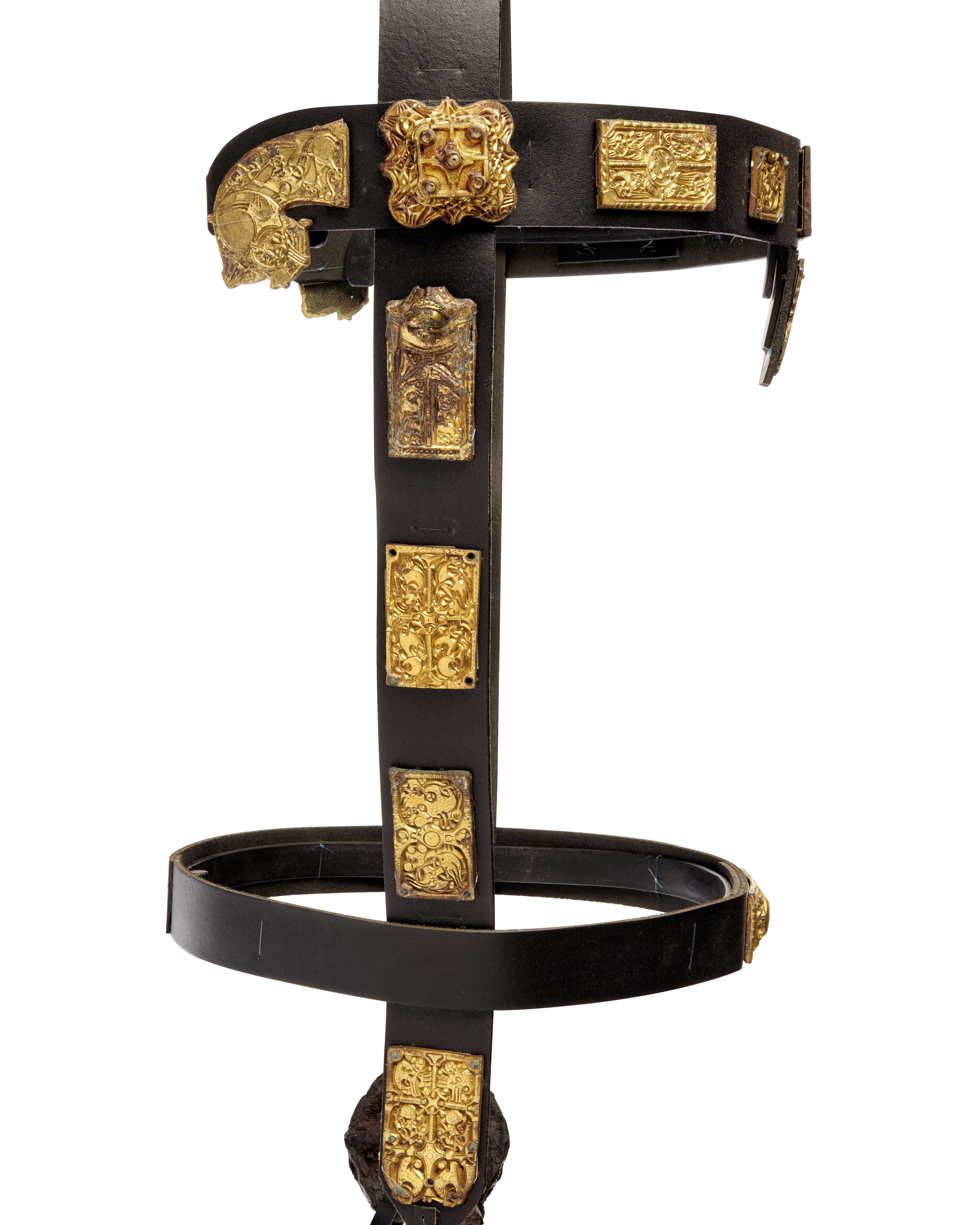
Lado direito em relação ao cavalo.
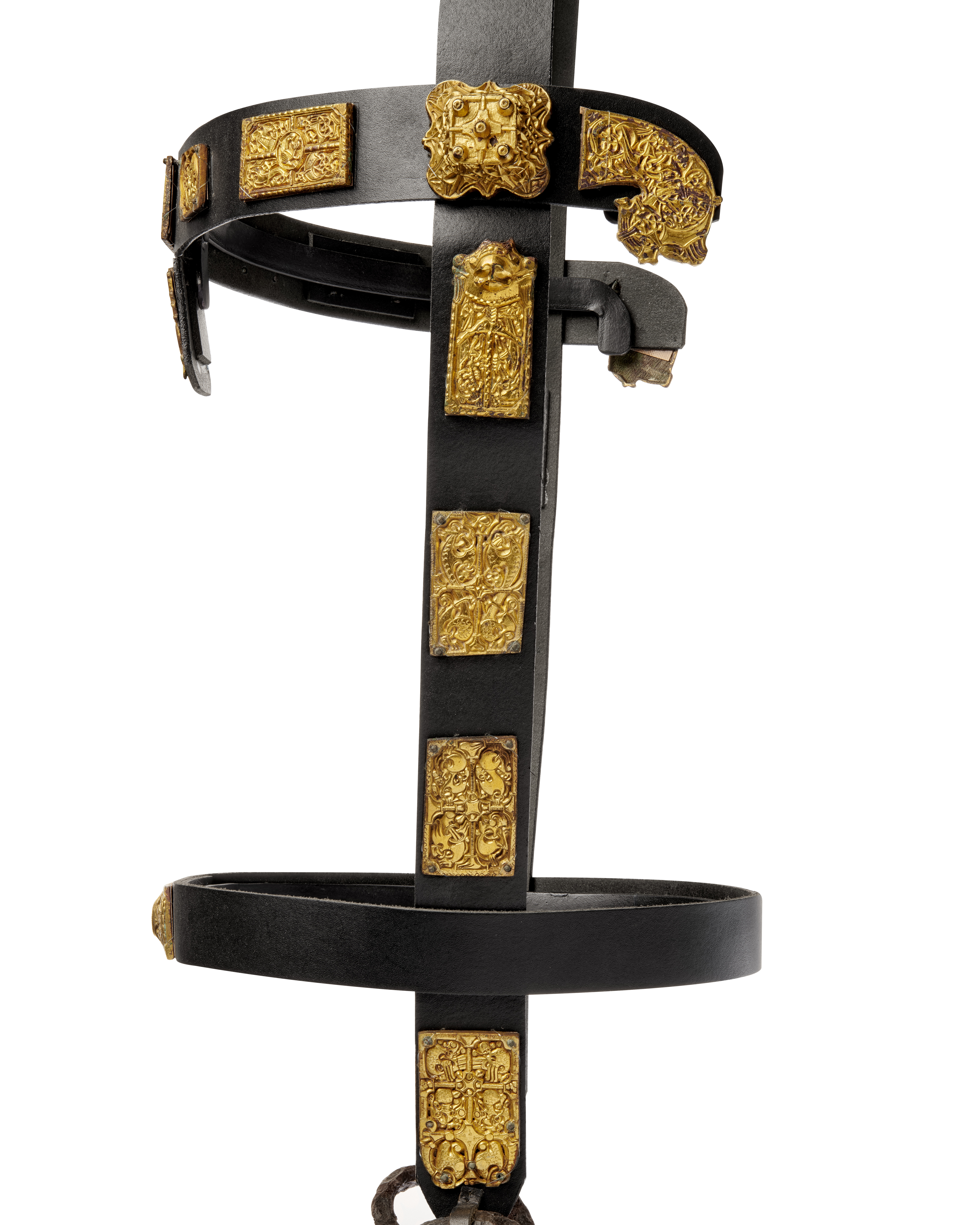
Lado esquerdo em relação ao cavalo.
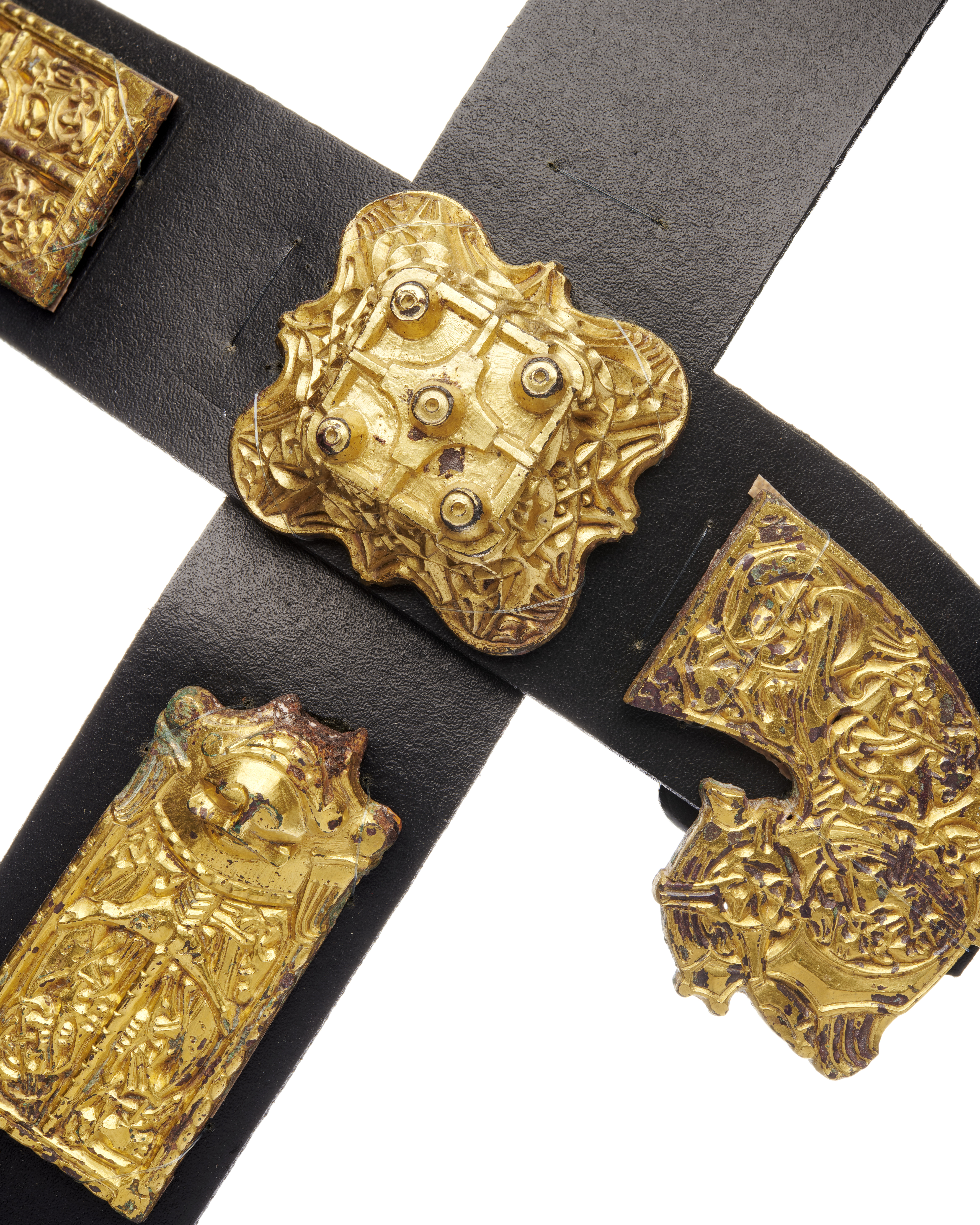
Detalhe do lado esquerdo.
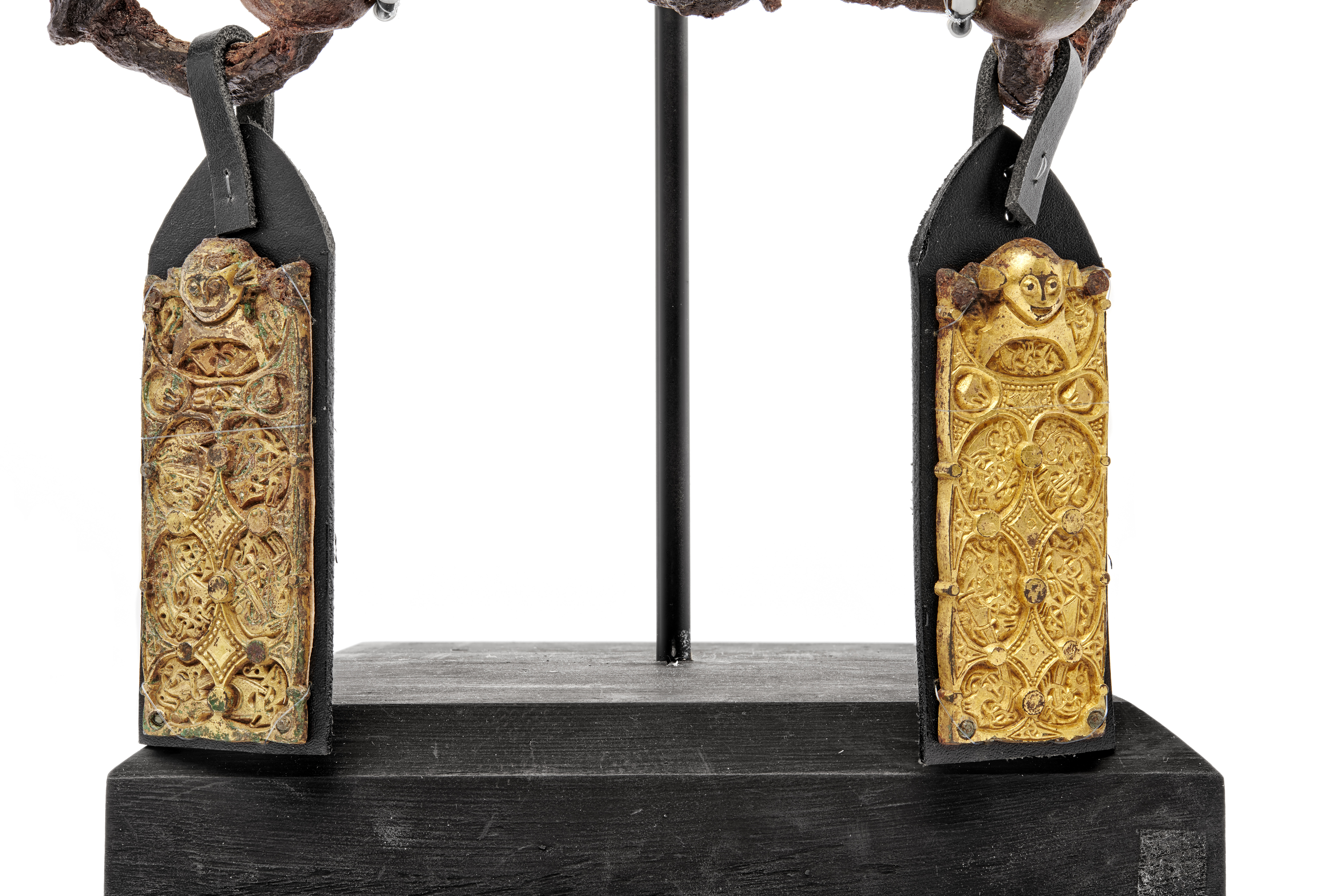
Detalhe dos suportes pendurados na broca.

### Estilo Borre

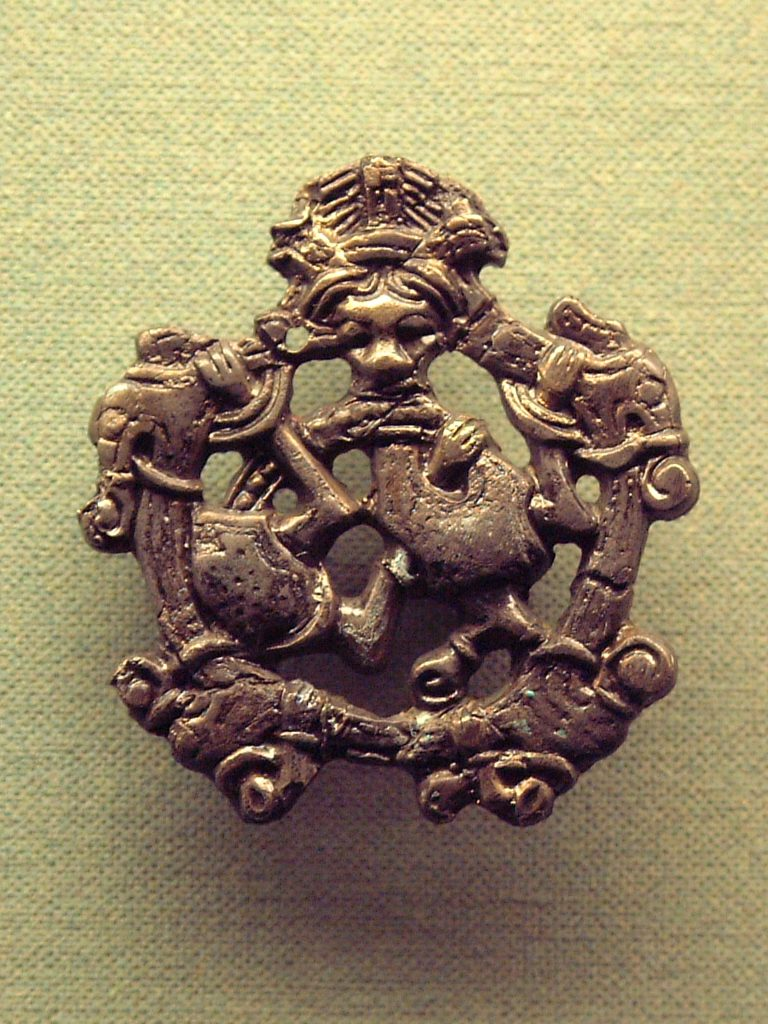
Pingente de bronze de Hedeby (Haithabu)

O estilo Borre abrange uma variedade de padrões geométricos entrelaçados, nós e motivos zoomórficos (um único animal), reconhecidos pela primeira vez em um grupo de montagens de arreios de bronze dourado recuperados de um barco funerário no cemitério de Borre perto da vila de Borre, Vestfold, Noruega, e de onde deriva o nome do estilo. O estilo Borre prevaleceu na escandinávia do século IX ao final do século X, um período de tempo apoiado por dados dendrocronológicos fornecidos por locais com artefatos característicos do estilo Borre.
A fera agarradora com um corpo em forma de laço continua como uma característica deste e de estilos anteriores. Tal como acontece com o padrão geométrico nesta fase, o impulso visual do estilo Borre resulta do preenchimento do espaço disponível: animais são fortemente entrelaçadas e seus corpos são organizados para criar composições apertadas e fechadas. Como resultado, qualquer fundo é marcadamente ausente – uma característica do estilo Borre que contrasta fortemente com as composições mais abertas e fluidas que prevaleceram no Estilo Jellinge sobreposto.
Uma característica diagnóstica mais particular do estilo Borre reside em uma cadeia de anéis simétrica e de contorno duplo, cuja composição consiste em círculos entrelaçados separados por barras transversais e uma sobreposição de losangos. A corrente de anéis de Borre ocasionalmente termina com uma cabeça de animal em alto relevo, como visto nos acessórios de pulseira de Borre e Gokstad.

Os sulcos dos desenhos em metalurgia são muitas vezes cortados para imitar o fio de filigrana empregado nas melhores peças de artesanato.

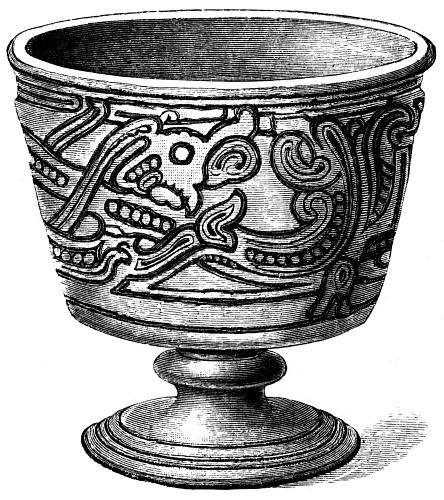
Taça de Gormo, do túmulo de Gormo, em Jelling.

### Estilo Jellinge
O estilo Jellinge é uma fase da arte animal escandinava que perdurou durante o século X. O estilo é caracterizado por corpos de animais marcadamente estilizados e muitas vezes em forma de faixa. Foi originalmente aplicado a um complexo de objetos em Jelling, Dinamarca, como a Taça de Gormo e a grande pedra rúnica de Haroldo I, mas mais recentemente foi incluído no estilo Mammen.

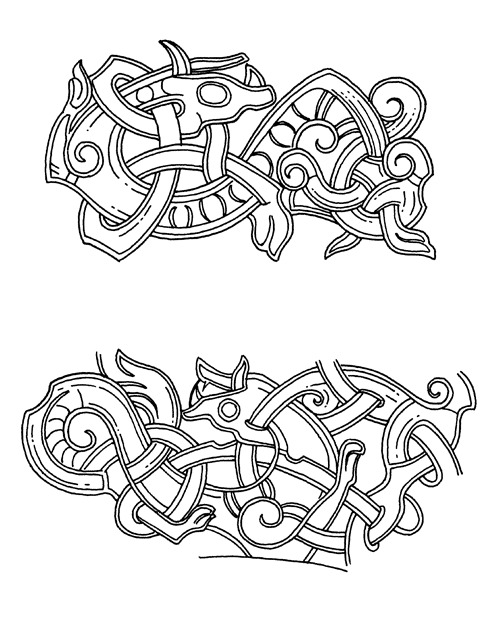
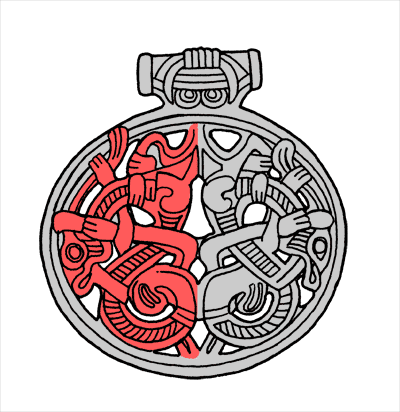
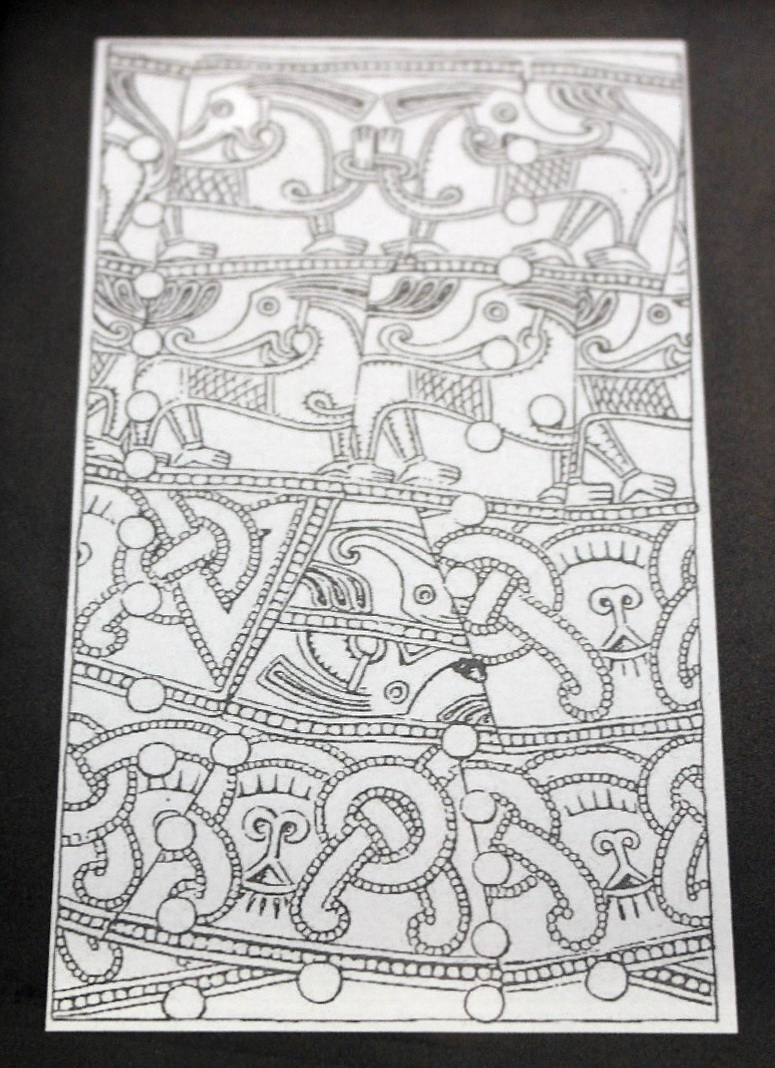

### Estilo Mammen

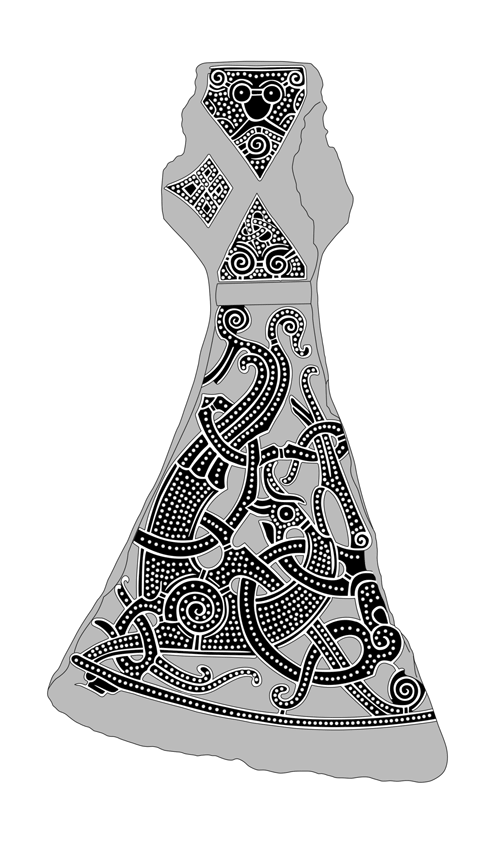
Reprodução da cabeça do machado de Mammen. Ferro com gravação em prata.

O estilo Mammen leva o nome de seu objeto característico, um machado recuperado de um rico enterro masculino marcou um túmulo (Bjerringhø) em Mammen, na Jutlândia, Dinamarca (com base na dendrocronologia, a madeira usada na construção da câmara funerária foi derrubada no inverno  de 970-971). Ricamente decorado em ambos os lados com desenhos de prata incrustados, o machado de ferro era provavelmente uma arma cerimonial de desfile que pertencia a um homem de status principesco, fato deduzido por suas roupas funerárias com bordados elaborados e enfeitadas com seda e pele.

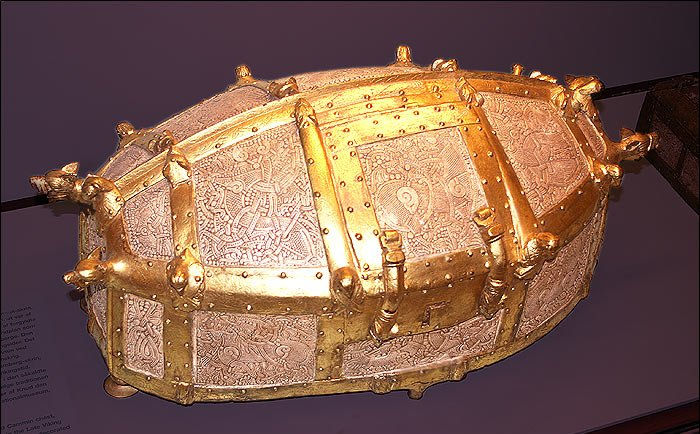
Uma réplica do Baú de Cammin original, mas perdido, um pequeno relicário dourado do final do período viking no estilo Mammen (Nationalmuseet).

Em uma das faces, o machado de Mammen apresenta um grande pássaro com corpo granulado, crista, olho circular e cabeça ereta e bico com lapela. Uma grande espiral de concha marca o quadril da ave, de onde emergem suas asas finas e alongadas: a asa direita se entrelaça com o pescoço da ave, enquanto a esquerda se entrelaça com seu corpo e cauda. A borda externa da asa exibe um corte semicircular típico do design do estilo Mammen. A cauda é representada como uma gavinha tripla, cujo tratamento particular no machado de Mammen — com pontas abertas em forma de gancho — formou uma característica do Estilo Mammen como um todo. Para complicar o design, está a cabeça do pássaro, entrelaçada duas vezes com o pescoço e a asa direita, enquanto também brotam gavinhas ao longo da borda da lâmina. No topo, próximo ao cabo, o machado Mammen apresenta um nó entrelaçado de um lado, uma máscara humana triangular (com nariz grande, bigode e barba em espiral) do outro; o último provaria ser um motivo favorito do estilo Mammen, herdado dos estilos anteriores.
Por outro lado, o machado de Mammen tem um desenho folhado que se espalha, emanando de espirais na base com finas gavinhas peletizadas se espalhando e se entrelaçando na cabeça do machado em direção ao cabo.

### Estilo Ringerike
O estilo Ringerike recebe o nome do distrito de Ringerike, ao norte de Oslo, na Noruega, onde o arenito avermelhado local era amplamente empregado para esculpir pedras com desenhos do estilo.

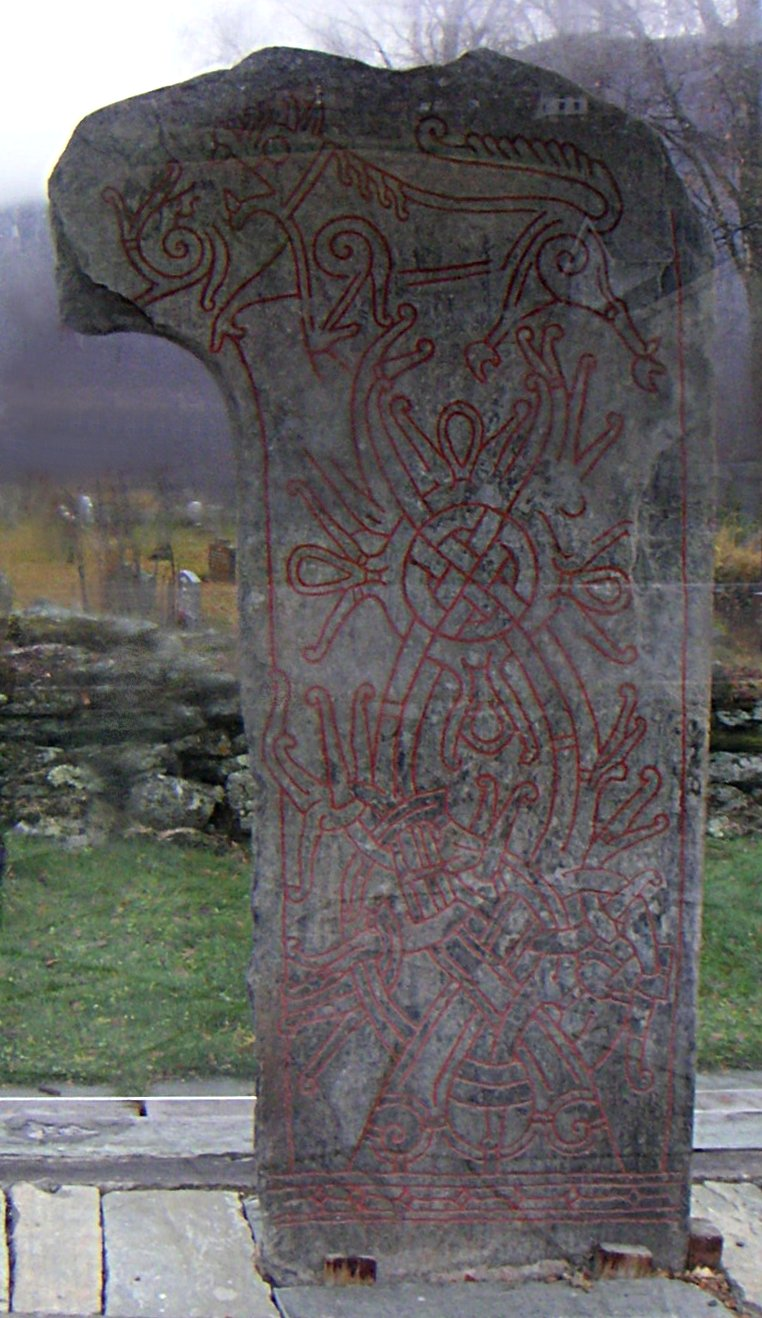
A Pedra de Vang

O tipo de objeto mais comumente usado para definir o Ringerike Style é um pedra alta esculpida de 2,15 metros de Vang em Oppland. Além de uma inscrição memorial rúnica em sua borda direita, o campo principal da Pedra de Vang é preenchido com um ornamento de gavinha equilibrado que brota de duas espirais de concha na base: as hastes principais se cruzam duas vezes para terminar em gavinhas lobuladas. No cruzamento, outras gavinhas brotam das alças e motivos em forma de pêra aparecem dos centros das gavinhas na alça superior. Embora de concepção axial, uma assimetria básica surge na deposição das gavinhas. Superando o padrão de gavinhas, aparece um grande animal caminhando em renderização de contorno duplo com quadris em espiral e um lábio lapela. Comparando o design do animal da Pedra de Vang com o animal relacionado da cabeça do machado de Mammen, este último carece da axialidade vista na Pedra de Vang e suas gavinhas são muito menos disciplinadas: o pergaminho de Mammen é ondulado, enquanto o pergaminho de Vang parece esticado e uniformemente curvado, esses recursos marcam uma diferença fundamental entre o ornamento Mammen e Ringerike. A inter-relação entre os dois estilos é óbvia, principalmente ao comparar o animal da Pedra de Vang com o encontrado nas Pedras de Jelling.

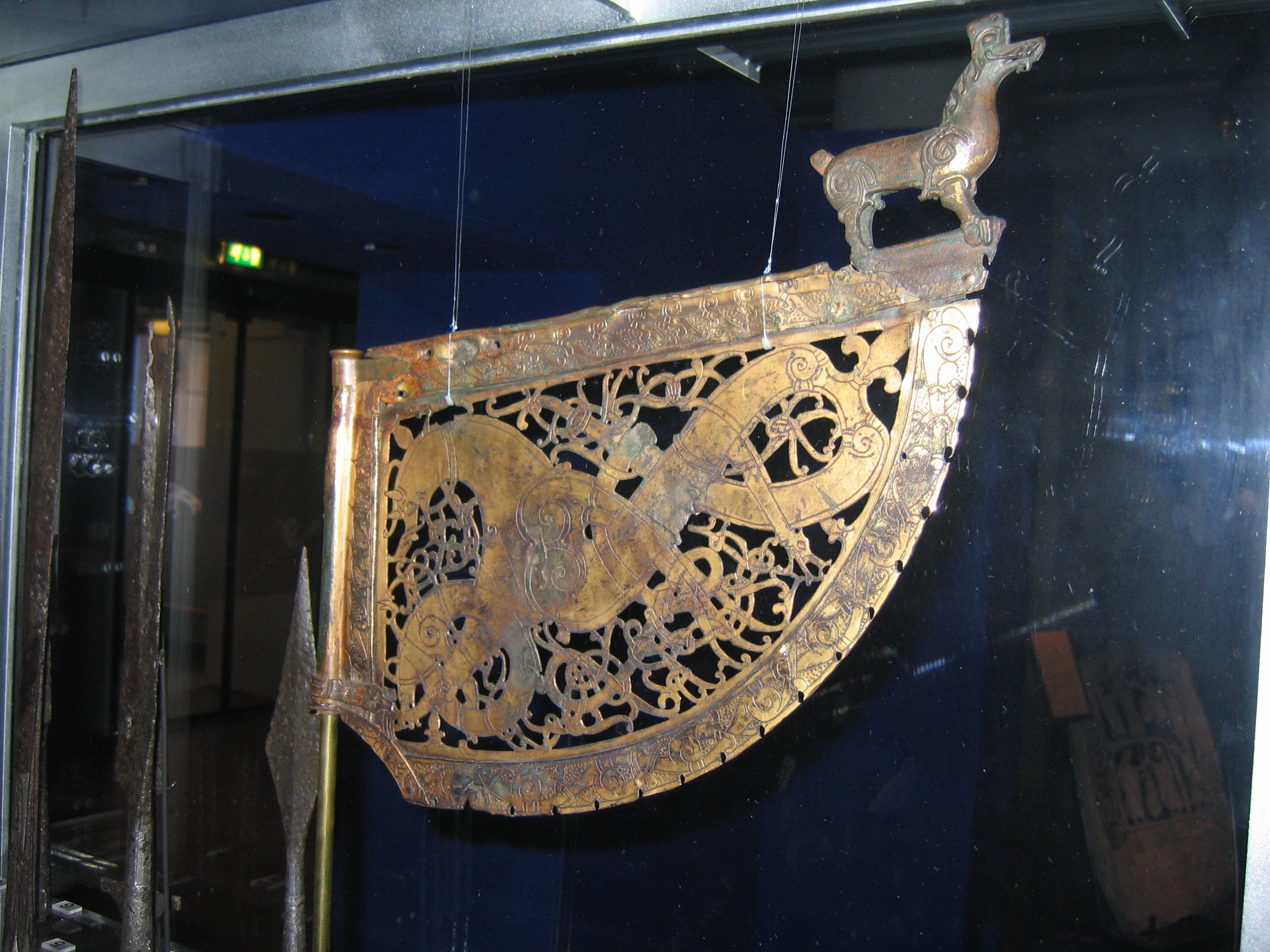
A palheta de Söderala

No que diz respeito ao trabalho em metal, o estilo Ringerike é melhor visto em dois cata-ventos de cobre dourado, de Källunge, Gotlândia e de Söderala, Hälsingland (o cata-vento de Söderala), ambos na Suécia. O primeiro exibe uma face com dois laços construídos axialmente na forma de cobras, que por sua vez brotam gavinhas simetricamente colocadas. As cabeças das cobras, assim como o animal e a cobra no reverso, encontram um tratamento mais floreado do que na Pedra de Vang: todas têm lapelas labiais, as cobras têm tranças, enquanto todos os animais têm um olho em forma de pêra com a ponta voltada para o focinho - uma característica de diagnóstico do estilo Ringerike.

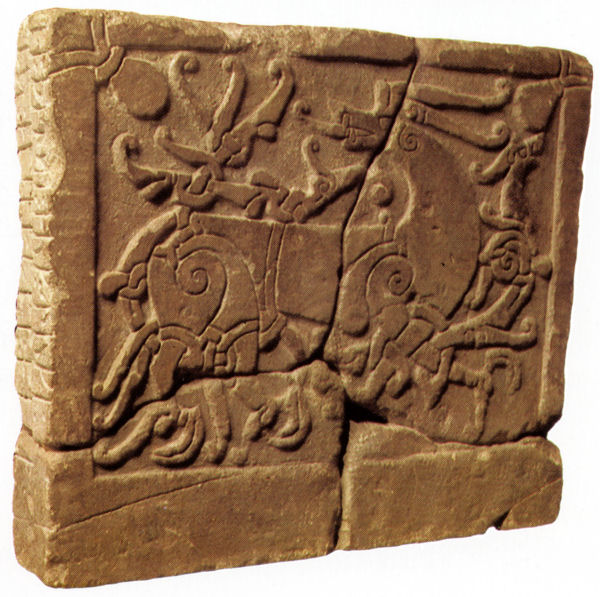
Inscrição Rúnica Inglesa 2
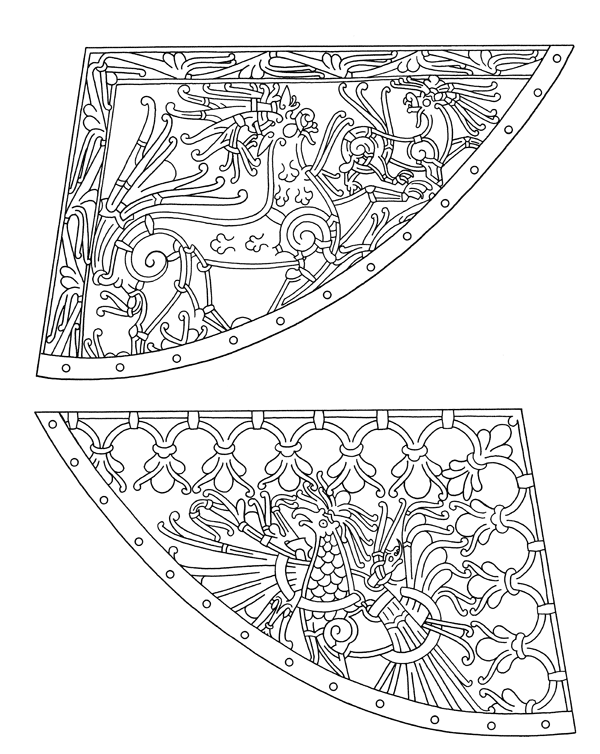
Um cata-vento
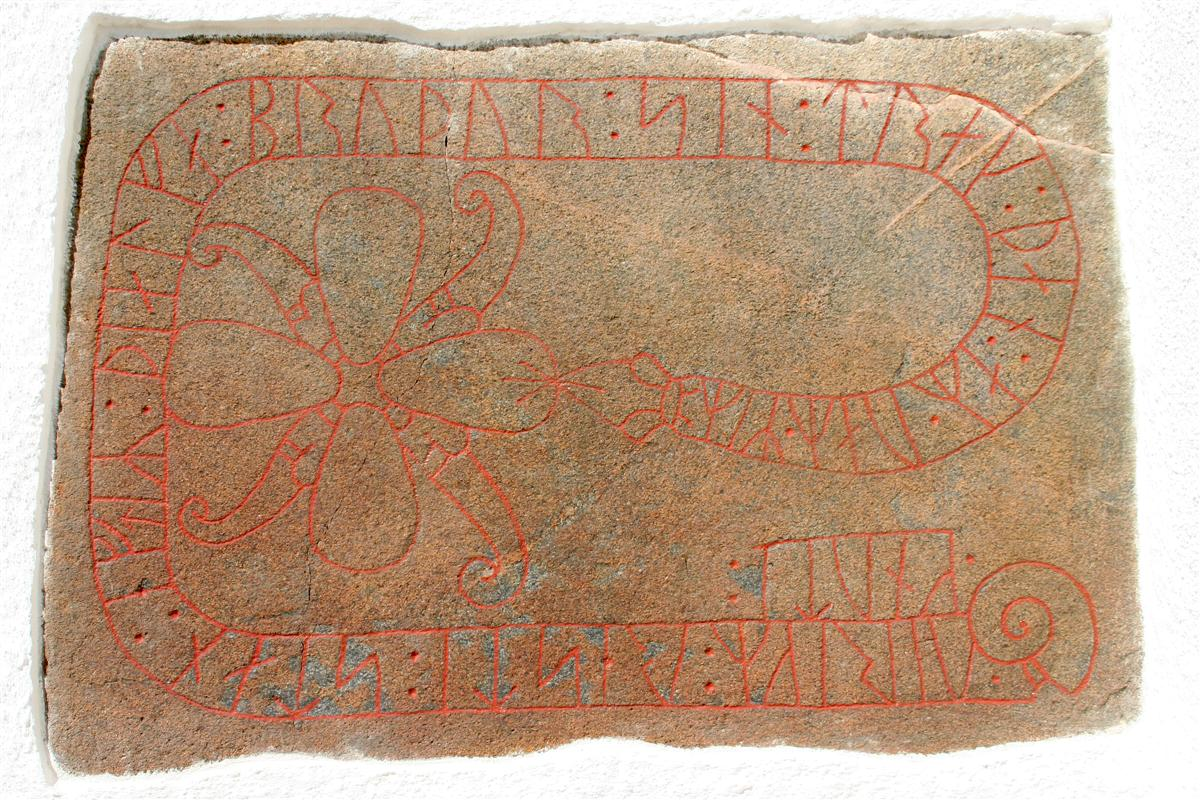
A pedra rúnica Ög 111 com uma cruz no estilo Ringerike
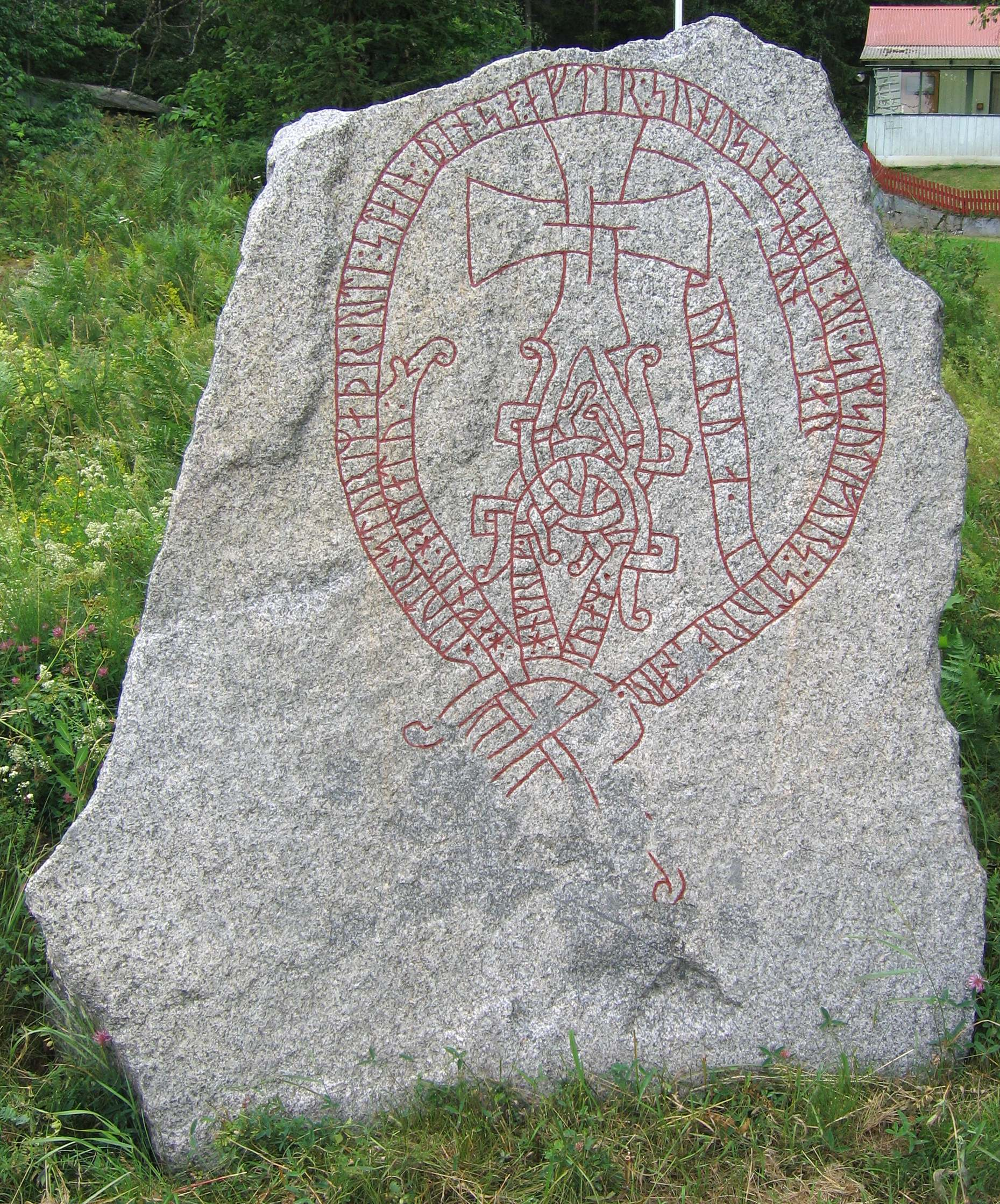
A pedra rúnica U 1016 em Fjuckby
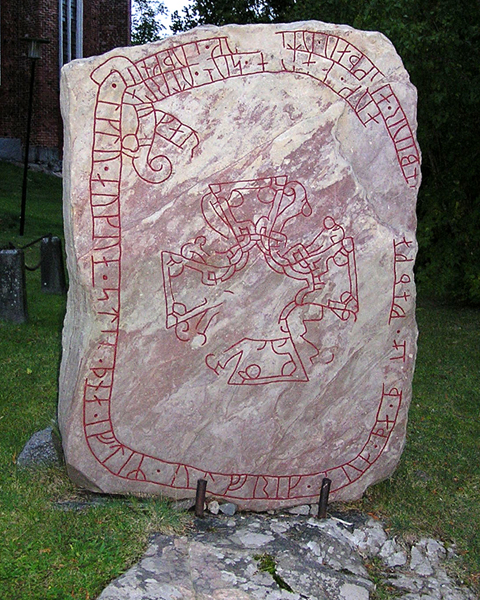
Pedra rúnica Sö 280 na Catedral de Strängnäs
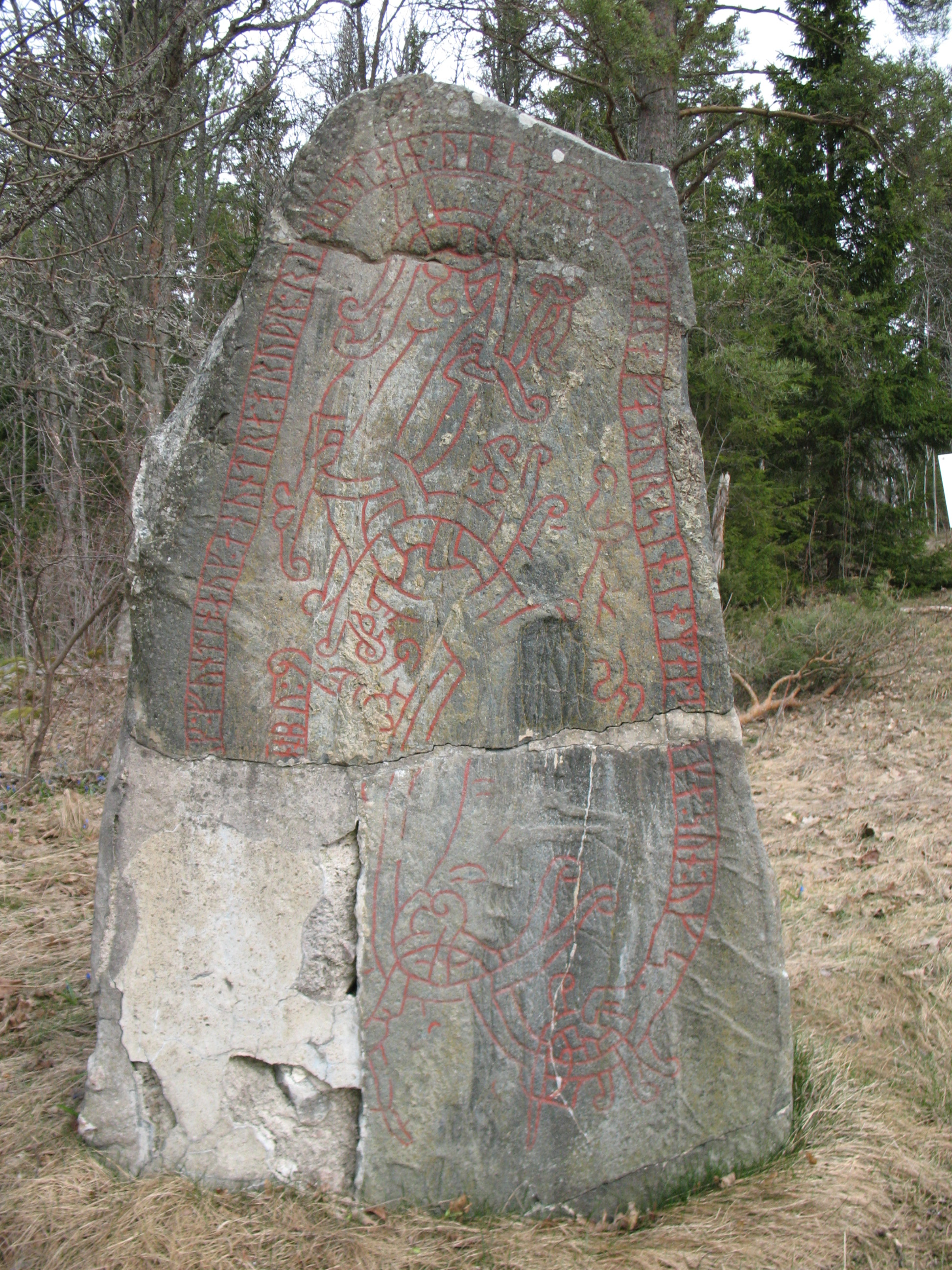
Pedra rúnica U 1146 em Gillberga, Uppland

O estilo Ringerike evoluiu a partir do estilo Mammen anterior. Recebeu o nome de um grupo de pedras rúnicas com motivos de animais e plantas. Os motivos mais comuns são leões, pássaros, animais em forma de fitas e espirais. Alguns elementos aparecem pela primeira vez na arte escandinava, como diferentes tipos de cruzes, palmetas e laços em forma de pretzel que unem dois motivos. A maioria dos motivos tem contrapartes na arte anglo-saxônica, insular e otoniana.

### Estilo Urnes

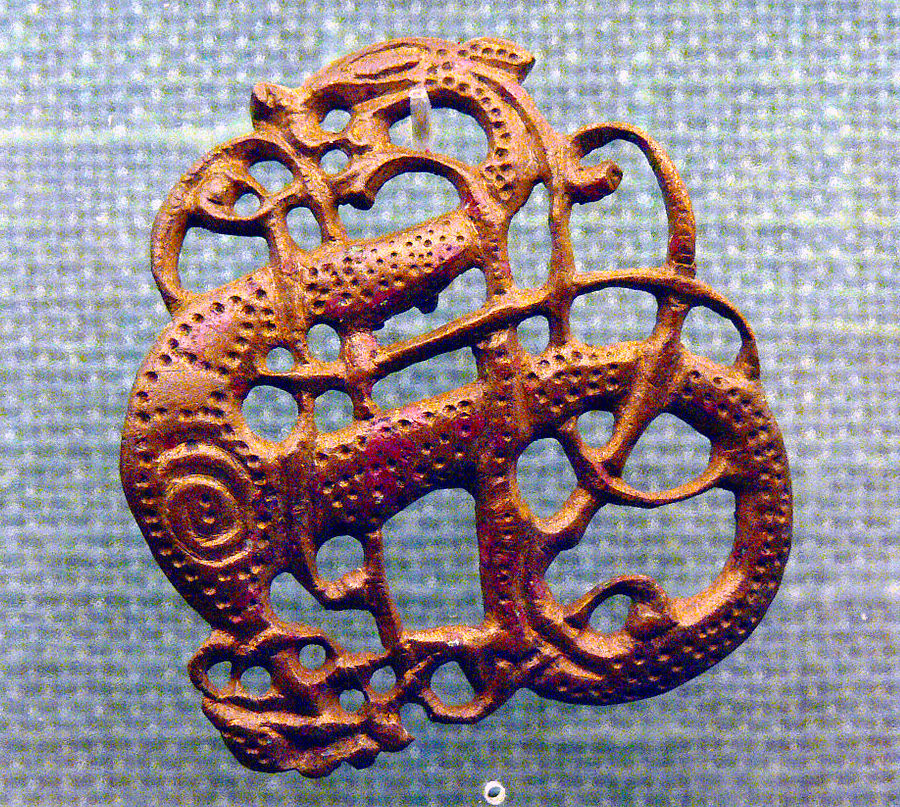
Ornamento de bronze da Dinamarca.

O estilo Urnes foi a última fase da arte animal escandinava durante a segunda metade do século XI e no início do século XII. O estilo Urnes é nomeado após o portão norte da igreja de madeira de Urnes na Noruega, mas a maioria dos objetos no estilo são pedras rúnicas em Uppland, Suécia, e é por isso que alguns estudiosos preferem chamá-lo de estilo Runestone.
O estilo é caracterizado por animais esguios e estilizados que são entrelaçados em padrões justos. As cabeças dos animais são vistas de perfil, têm olhos esguios e amendoados e há apêndices curvados para cima no nariz e no pescoço.

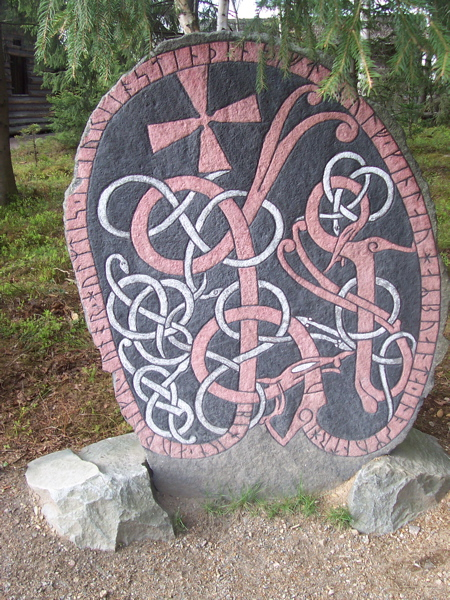
Inscrição rúnica de Uppland n° 871, no estilo Urnes primitivo.

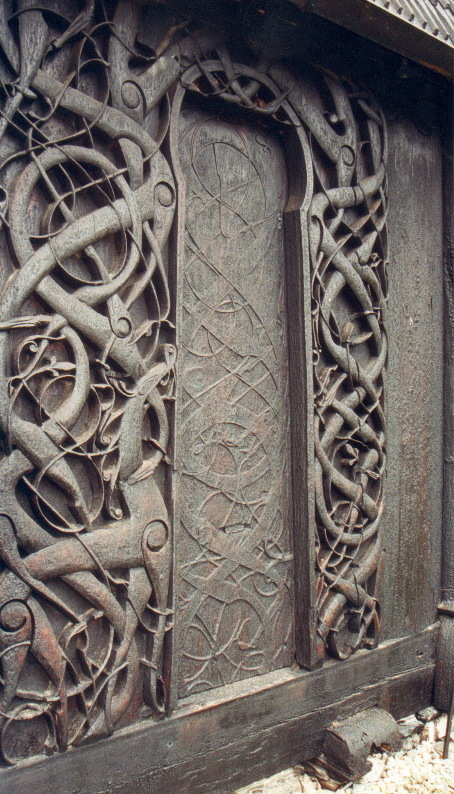
A escultura homônima na igreja de madeira de Urnes é um exemplo do último estágio do estilo de Urnes.

#### Estilo Urnes primitivo
O estilo inicial recebeu uma datação baseada principalmente nas pedra rúnica U 343, pedra rúnica U 344 e uma tigela de prata de c. 1050, que foi encontrada em Lilla Valla. A versão inicial deste estilo em pedras rúnicas compreende as pedras rúnicas da Inglaterra referindo-se ao Danigeldo, Canuto II e obras de Åsmund Kåresson.

#### Estilo Urnes intermediário
O estilo Urnes intermediário recebeu uma datação relativamente firme com base em sua aparência em moedas emitidas por Haroldo III (1047–1066) e por Olavo III (1080–1090). Duas esculturas em madeira de Oslo foram datadas de  e a prancha Hørning é datada por dendrocronologia em c. 1060–1070. Há, no entanto, evidências sugerindo que o estilo de meados de Urnes foi desenvolvido antes de 1050 da maneira como é representado pelos mestres de runas Fot e Balli.

#### Estilo Urnes tardio
O estilo intermediário de Urnes permaneceria popular lado a lado com o estilo tardio de Urnes do mestre de runas Öpir. Ele é famoso por um estilo em que os animais são extremamente magros e fazem padrões circulares em composições abertas. Esse estilo não era exclusivo de Öpir e da Suécia, mas também aparece em uma prancha de Bølstad e em uma cadeira de Trondheim, na Noruega.
As pedras rúnicas de Jarlabanke mostram traços tanto desse estilo tardio quanto do estilo intermediário de Urnes de Fot e Balli, e foi o tipo Fot-Balli que se misturaria com o estilo românico no século XII.

#### Estilo Urnes-Românico
O estilo românico de Urnes não aparece nas pedras rúnicas, o que sugere que a tradição de fazer pedras rúnicas havia desaparecido quando o estilo misto apareceu, uma vez que está bem representado em Gotlândia e no continente sueco. O estilo Urnes-Românico pode ser datado independentemente do estilo, graças a representações de Oslo no período de 1100-1175, datação dendrocronológica do frontal de Lisbjerg na Dinamarca até 1135, bem como relicários irlandeses datados da segunda metade do século XII.

### Base
- Brink, S. with Price, N. (eds) (2008). The Viking World, [Routledge Worlds], Routledge: London and New York, 2008. ISBN 9780415692625
- Graham-Campbell, J. (2001), The Viking World, London, 2001. ISBN 9780711234680

### Pesquisas gerais
- Anker, P. (1970). The Art of Scandinavia, Volume I, London and New York, 1970.
- Fuglesang, S.H. (1996). Viking Art, in Turner, J. (ed.), The Grove Dictionary of Art, Volume 32, London and New York, 1996, pp. 514–27, 531–32.
- Graham-Campbell, J. (1980). Viking Artefacts: A Select Catalogue, British Museum Publications: London, 1980. ISBN 9780714113548
- Graham-Campbell, James (2013). Viking Art, Thames & Hudson, 2013. ISBN 9780500204191
- Fred S. Kleiner, Gardner's Art Through The Ages: The Western Perspective, Volume I. (Boston, Mass.: Wadsworth Cengage Learning, 2009)
- Roesdahl, E. and Wilson, D.M. (eds) (1992). From Viking to Crusader: Scandinavia and Europe 800–1200, Copenhagen and New York, 1992. [exhibition catalogue]. ISBN 9780847816255
- Williams, G., Pentz, P. and Wemhoff, M. (eds), Vikings: Life and Legend, British Museum Press: London, 2014. [exhibition catalogue]. ISBN 9780714123363
- Wilson, D.M. & Klindt-Jensen, O. (1980). Viking Art, second edition, George Allen and Unwin, 1980. ISBN 9780047090189

### Estudos de especialistas
- Arwidsson, G. (1942a). Valsgärdestudien I. Vendelstile: Email und Glas im 7.-8. Jahrhundert, [Acta Musei antiquitatum septentrionalium Regiae Universitatis Upsaliensis 2], Uppsala: Almqvist, 1942.
- Arwidsson, G. (1942b). Die Gräberfunde von Valsgärde I, Valsgärde 6, [Acta Musei antiquitatum septentrionalium Regiae Universitatis Upsaliensis 1], Uppsala: Almqvist & Wiksell, 1942.
- Bailey, R.N. (1980). Viking Age Sculpture in Northern England, Collins Archaeology: London, 1980. ISBN 9780002162289
- Bonde, N. and Christensen, A.E. (1993). Dendrochronological dating of the Viking Age ship burials at Oseberg, Gokstad and Tune, Norway, Antiquity 67 (1993), pp. 575–83.
- Bruun, Per (1997).The Viking Ship, Journal of Coastal Research, 4 (1997): 1282–89. https://www.jstor.org/stable/4298737
- Capelle, T. (1968). Der Metallschmuck von Haithabu: Studien zur wikingischen Metallkunst, [Die Ausgrabungen in Haithabu 5], Neumunster: K. Wachholtz, 1968.
- James Curle, A Find of Viking Relics in the Hebrides, The Burlington Magazine for Connoisseurs 162 (1916): 241–43. https://www.jstor.org/stable/860122
- Fuglesang, S.H. (1980). Some Aspects of the Ringerike Style: A Phase of 11th Century Scandinavian Art, [Mediaeval Scandinavia Supplements], University Press of Southern Denmark: Odense, 1980. ISBN 9788774921837
- Fuglesang, S.H. (1981). Stylistic Groups in Late Viking and Early Romanesque Art, Acta ad Archaeologiam et Artium Historiam Pertinentia, [Series altera in 8°] I, 1981, pp. 79–125.
- Fuglesang, S.H. (1982). Early Viking Art, Acta ad Archaeologiam et Artium Historiam Pertinentia [Series altera in 8°] II, 1982, pp. 125–73.
- Fuglesang, S.H. (1991). The Axe-Head from Mammen and the Mammen Style, in Iversen (1991), pp. 83–108.
- Fuglesang, S.H. (1998). Swedish Runestones of the Eleventh Century: Ornament and Dating, in Düwel, K. and Nowak, S. (eds), Runeninschriften als Quellen interdisziplinärer Forschung: Abhandlungen des vierten internationalen Symposiums über Runen und Runeninschriften in Gottingen vom 4.-9. August 1995, Göttingen: Walter de Gruyter, 1998, pp. 197–218.
- Fuglesang, S.H. (2001). Animal Ornament: the Late Viking Period, in Müller-Wille and Larsson (eds) (2001), pp. 157–94.
- Fuglesang, S.H. (2013). Copying and Creativity in Early Viking Ornament, in Reynolds and Webster (eds) (2013), pp. 825–41.
- Hedeager, L. (2003). Beyond Mortality: Scandinavian Animal Styles AD 400–1200, in Downes, J. and Ritchie, A. (eds), Sea Change: Orkney and Northern Europe in the Later Iron Age AD 300–800, Balgavies, 2003, pp. 127–36. ISBN 9781874012382
- Iversen, M. (ed.) (1991). Mammen: Grav, Kunst og Samfund i Vikingetid, [Jysk Arkæologisk Selskabs Skrifter XXVIII], Højbjerg, 1991. ISBN 8772885718
- Kershaw, J. (2008). The Distribution of the 'Winchester' Style in Late Saxon England: Metalwork Finds from the Danelaw, Anglo-Saxon Studies in Archaeology and History  15 (2008), pp. 254–69. Academic.edu
- Krafft, S. (1956). Pictorial Weavings from the Viking Age, Oslo: Dreyer, 1956.
- Lang, J.T. (1984). The hogback: a Viking colonial monument, Anglo-Saxon Studies in Archaeology and History 3 (1984), pp. 85–176.
- Lang, J.T. (1988). Viking Age Decorated Wood: A Study of its Ornament and Style, Dublin: Royal Irish Academy, 1988. ISBN 9780901714695
- Moss, Rachel. Medieval c. 400—c. 1600: Art and Architecture of Ireland. New Haven, CT: Yale University Press, 2014. ISBN 978-0-3001-7919-4
- Müller-Wille, M. and Larsson, L.O. (eds) (2001). Tiere – Menschen – Götter: Wikingerzeitliche Kunststile und ihre Neuzeitliche Rezeption, Vandenhoeck & Ruprecht: Gottingen, 2001. ISBN 9783525863091
- Myhre, B. (1992). The Royal Cemetery at Borre, Vestfold: A Norwegian Centre in a European Periphery, in Carter, M. (ed.), The Age of Sutton Hoo. The Seventh Century in North-West Europe, Woodbridge: Boydell, 1992.
- Owen, O. (2001). The strange beast that is the English Urnes Style, in Graham-Campbell, J. et al. (eds), Vikings and the Danelaw – Selected Papers from the Proceedings of the Thirteenth Viking Congress, Oxford: Oxbow, 2001, pp. 203–22.
- Paterson, C. (2002). From Pendants to Brooches – The Exchange of Borre and Jelling Style Motifs across the North Sea, Hikuin 29 (2002), pp. 267–76.
- Reynolds, A. and Webster, L. (eds) (2013), Early Medieval Art and Archaeology in the Northern World—Studies in Honour of James Graham-Campbell, Brill: Leiden and Boston, 2013. ISBN 9789004235038
- Richards, J.D. and Naylor, J. (2010). The metal detector and the Viking Age in England, in Sheehan, J. and Corráin, D. Ó. (eds), The Viking Age. Ireland and the West. Proceedings of the Fifteenth Viking Congress, Dublin: Four Courts Press, 2010, pp. 338–52.
- Roesdahl, E. (1994). Dendrochronology and Viking Studies in Denmark, with a Note on the Beginning of the Viking Age, in Abrosiani, B. and Clarke, H. (eds), Developments around the Baltic and the North Sea in the Viking Age, Stockholm: Birka Project for Riksantikvarieämbetet and Statens Historiska Museer, 1994, pp. 106–16.
- Roesdahl, E. (2010a). Viking Art in European Churches (Cammin – Bamberg – Prague – León), in Sheehan and Ó Corráin (eds) (2010), pp. 149–64.
- Roesdahl, E. (2010b). From Scandinavia to Spain: a Viking Age Reliquary in León and its Significance, in Sheehan, J. and Corráin, D. Ó. (eds), The Viking Age. Ireland and the West. Proceedings of the Fifteenth Viking Congress, Dublin: Four Courts Press, 2010, pp. 353–60.
- Salin, Bernhard (1904). Die altgermanische Thieronamentik, Stockholm: Wahlström & Widstrand, 1904.
- Sheehan, J. and Ó Corráin, D. (eds) (2010). The Viking Age: Ireland and the West. Proceedings of the XVth Viking Congress, Cork, 2005., Dublin and Portland: Four Courts Press, 2010. ISBN 9781846821011
- Shetelig, H. (1920). Osebergfundet, Volume III, Kristiania, 1920.
- Wilson, D.M. (2001). The Earliest Animal Styles of the Viking Age, in Müller-Wille and Larsson (eds) (2001), pp. 131–56.
- Wilson, D.M. (2008a). The Development of Viking Art, in Brink with Price (2008), pp. 323–38.
- Wilson, D.M. (2008b). The Vikings in the Isle of Man, Aarhus: Aarhus University Press, 2008. ISBN 9788779343702